# Астрономічна і метеорологічна обсерваторія на вершині Піп Іван
48°02′31″ пн. ш. 24°37′32″ сх. д. / 48.04194444° пн. ш. 24.62555556° сх. д.
Астрономі́чна і метеорологі́чна обсервато́рія на верши́ні Піп Іва́н, Карпатська астрономічна обсерваторія, також звана умовною назвою Бі́лий Слон — колишня обсерваторія на горі Піп Іван. Найвище розташована споруда України, в якій постійно жили й працювали люди. Має 2028 м над рівнем моря. Діяла у 1938—1939 як частина Польської Ліги протиповітряної оборони держави (L.O.P.P.).
Розташована в присілку Погорілець, 548, неподалік села Явірник на території Верховинського району Івано-Франківської області. Площа приміщень будівлі становила 554 м2, об'єм — 4796 куб.м. Площа забудови становить 816,26 м2.

## Історія
Вперше ідея побудувати обсерваторію на вершині Карпатських гір з'явилася у повоєнні часи Першої світової. Після Першої світової війни у Польщі постало питання про будівництво нової обсерваторії, бо Варшавська обсерваторія ставала все менш придатною для астрономічних спостережень.
1935 року інженер, генерал Леон Бербецький від імені Ліги протиповітряної оборони держави (LOPP) запропонував директорові астрономічної обсерваторії Варшавського університету М. Каменському організувати астрономічний відділ у метеорологічній обсерваторії, яку планували збудувати у Карпатах, на вершині гори Піп Іван. Того ж року командування протиповітряної оборони Польщі за результатами оголошеного ним конкурсу схвалило проєкт будівництва обсерваторії архітекторів К. Марчевського та Й. Погоського.

Перемовини про придбання телескопу проведені у жовтні 1935 р. астрономами Варшавського університету ймовірно з інженером Стефаном Яроцінським (1900—1952), який працював в польському відділі англійського виробника Sir Howard Grubb, Parsons & Co., Newcastle upon Tyne. З того часу Стефан був посередником в придбанні обладнання та подальшого складного монтування астрографа в обсерваторії. Про його посильний та університетських астрономів вклад згадується в доповіді ректора 1938—1939:
У надзвичайно тяжких та виснажливих умовах, маючи на сон по 3 години на добу, ми довели астрограф, купол та всі надскладні механізми до повного порядку.

Будівництво розпочалося влітку 1936 року. Наглядав за будівництвом інженер-архітектор Адольф Мейснер зі Львова, брат відомого письменника Януша Мейснера. На місці керував будівничий Базель Ланевський.

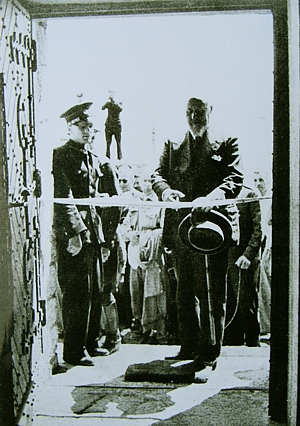
Урочисте відкриття обсерваторії, 1938

Обсерваторія зводилася переважно з використанням місцевого будівельного матеріалу — каменю-пісковика, що здешевлювало і спрощувало будівництво. Робочу силу складали теж переважно місцеві мешканці сіл. Камінь на гору підвозили кіньми чи несли в руках, на спині. Так само транспортували інші будівельні матеріали, обладнання, доставлені залізницею до найближчої станції Ворохта (70 км від будівельного майданчика). Багато зусиль було витрачено на перенесення до вершини гори Піп-Іван 33 скринь із елементами купола та іншими деталями. Найбільша з них важила 950 кг.

Згадує Василина Зеленчук, одна з працівниць:
На будівництво возили каміння, цемент, вапно, дерево з Шибеного кіньми або носили на плечах. На цій будові працювала я і мій батько. Будова починалася зі спорудження дороги. По гірських схилах метр за метром її прокладали кілька сотень гуцулів, які мали на той час великий заробіток.
Стіни обсерваторії, що побудована у стилі конструктивізму, складені із пісковика і сягають 1,5 м товщини на рівні цокольного поверху та 1 м — на рівні верхніх поверхів. Для утеплення приміщення з внутрішньої сторони між тиньком і кам'яною кладкою закладено прошарок просмоленого корку. Споруда має два поверхи зі східної сторони, і 5 — із західної. Її двосхилий дах був покритий мідними листами. З південної сторони розташована ротонда, де розміщувався телескоп. Всі 57 вікон мали металеве обрамування, а зсередини рами були дубові.
Обсерваторія мала центральне опалення: в кімнатах було встановлено чавунні батареї метрової висоти.
Зі слів рятувальника Василя Фіцака, що брав участь в розчищенні приміщень, в частині господарських приміщень підлогу було встелено клеймованою теракотовою плиткою, з знаком фірми (шестикутна зірка) та абревіатурою D. i L. ― це плитка з заводу в м. Опочно. Засновниками були Ян Дзевульський та брати Юзеф і Владислав Лянге. Завод було засновано у 1867 р., він спеціалізувався на виготовленні цегли, а з 1883 р. ― також підлогової плитки. Виготовляли як звичайну плитку, так і кольорова з орнаментами, і в багатьох місцях вона служить і по сьогоднішній день. Розміри плитки: 150х150х15 мм.
Урочисте відкриття «Астрономічно-метеорологічної обсерваторії імені маршала Юзефа Пілсудського Ліги протиповітряної оборони Польщі» відбулося 29 липня 1938. Вона складалася із 43 кімнат і має 57 вікон. Серед них — конференц-зал, помешкання керівника обсерваторії, інші житлові приміщення, їдальня, кабінети, зал для метеоінструментів тощо. У підвалі обладнали акумуляторну та котельню.
Керівником обсерваторії був виходець із села Микуличина Владислав Мідович. Тут же він і жив разом із дружиною та сином. Ще кілька осіб допоміжного технічного та наукового персоналу забезпечували постійні астрономічні та метеоспостереження. В обсерваторії постійно перебував загін польських прикордонників.

### Наукові дослідження 1937—1939
Перше обсерваційне фотографування новим апаратом виконав 1937 року Мацей Бєліцький. Йому вдалося отримати 4 фотографії планетоїда Інтерамня. Кількома місяцями пізніше було зроблено дві фотографії комети Юрофф-Ахмаров-Гассель. Отримані таким чином дані були опубліковані у журналі Варшавської обсерваторії у 1938—1939 рр.
Навесні 1939 року до роботи в обсерваторії приступив доктор Володимир Зон. Він фотографував зірки у двох кольорах, які вирізнялися інтенсивністю свічення на чорно-білих фотознімках. Робота проводилася з зорями, що населяють Чумацький Шлях. Недопрацьований матеріал доктора Зона, що зберігався у Варшаві, загинув під час Варшавського повстання 1944 року.
У квітні 1939 року до обсерваторії прибув магістр Стефан Щирбак для проведення астрономічної роботи (за дорученням професора Камінського). Тоді він здійснив близько 70 візуальних оцінок яскравості змінних зірок, виконав серію малюнків з обертання Марса, визначив 6 позицій комети Брукса. Він витратив близько 20 годин на пошук нових комет за допомогою 80-міліметрового телескопа. Стефан Щирбак виконував спостереження в обсерваторії, де й загинув у період воєнних дій.

### 1940—1945

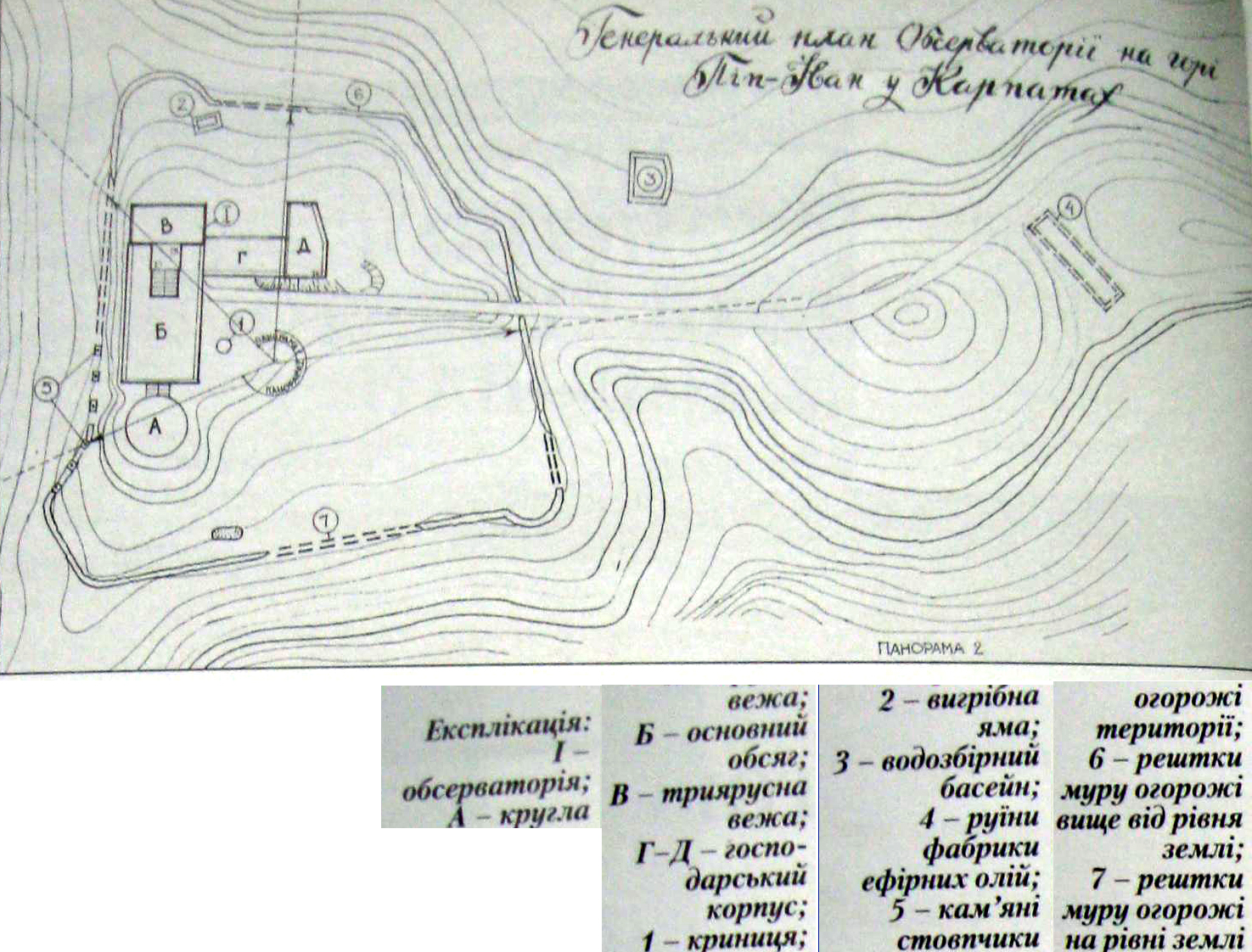
План-схема прибудинкової території обсерваторії на г. Піп Іван

Після початку Другої Світової війни працівники обсерваторії евакуювали найцінніше обладнання, яке потрапило до Будапештської астрономічної обсерваторії, потім до Відня, звідки повернулися до Польщі після війни. Змонтований трилінзовий об'єктив перебуває в Сілезькому планетарії.
Після початку окупації Західної України радянськими військами у вересні 1939 р. Карпатська астрономічна обсерваторія (таку назву дістала обсерваторія на горі Піп-Іван) постановою Ради народних комісарів УРСР 2 січня 1940 р. була передана до відання академіка Академії Наук УРСР Олександра Яковича Орлова, що було потім підтверджено додатковими рішеннями Гідрометеорологічного комітету РНК СРСР від 25 лютого 1940 р. З весни 1941 р. і до німецької окупації обсерваторією керував Михайло Карпович Коростаренко. Тут здійснювалась деяка науково-спостережна діяльність: створено метеорологічну групу, механічну майстерню, амбулаторію. З 10 вересня 1940 р. метеогрупа щогодини веде спостереження. Встановлено флюгер, дощовиміри, два барометри. З 19 вересня розпочато передачі метеотелеграм в бюро прогнозів українського управління гідрометеослужби. Подаються штормові телеграми до Києва та інших міст. Науковці почали випуск радіозондів (випущено 30) та куль-пілотів. Засобом цих куль отримано цінні дані щодо розподілу вітру та вітрового режиму. Експлуатація радіозондів ускладнена сильними вітрами, однак кілька одиниць було запущено.
Після нацистської окупації наприкінці 1941 року будинок обсерваторії зайняли угорські війська, які обладнали тут спостережний пункт.
У травні 1942 р. з інспекцією завітав комісар астрономічних обсерваторій генерал-губернаторства К. Вальтер. За його розпорядженням металеві частини астрографа було вивезено до Львова, де до останнього часу вони зберігалися у фізичному корпусі Львівського університету (на вул. Кирила і Мефодія).
В 1944 вершину зайняли радянські війська. Не зразу, бо існували побоювання, що обсерваторію заміновано. Після повторного обстеження було прийнято остаточне рішення, згідно з яким обсерваторію визнано зруйнованою (протокол № 23 АН УРСР від 29.12.1944 р.)

### 1945—1991
Наприкінці 1950-х — початку 1960-х років в КДБ розробили ПКД відновлення. Очевидно, для військового використання як РЛС, яку все-таки встановили в Мукачевому. Креслення КДБ збереглися і допомогли ініціативній групі в процесі відновлювальних робіт.
Астрономічна обсерваторія Львівського університету неодноразово організовувала експедиції на гору, після чого порушувала питання про відновлення. У 1960 р., як згадують співробітники, несподівано до ректора академіка Є. Лазаренка зателефонували з львівського обкому КПУ й зажадали негайно відправити експедицію для обстеження будівлі. Незабаром було відряджено групу з 5 фахівців, яка вирушила в зимовий час для обстеження. В результаті було здійснено обмір та складено схематичний план, на основі яких підготовлено російською мовою звіт для обкому партії.
В подальшому приміщення були покинуті, і місцеві мешканці розтягли з нього все, що мало якусь цінність, зокрема, мідні листи з куполу та даху обсерваторії. Зокрема, на сусідній полонині вівчарі досі варять сир в чані з міді.
За свідченням очевидця Зенона Соколовського, станом на січень 1964 р., на підлогах кімнат ще був присутній художній паркет, ще не був зірваний зі стін корок, подекуди знаходились зняті, але ще не винесені батареї опалення та труби. На північній торцевій стіні висів металевий ліхтар метрової висоти вже без скла, над дверима центрального входу ще була таблиця з гербом-орлом і назвою обсерваторії. Пізніше його було зумисно пошкоджено.

## 1992 ― наші дні

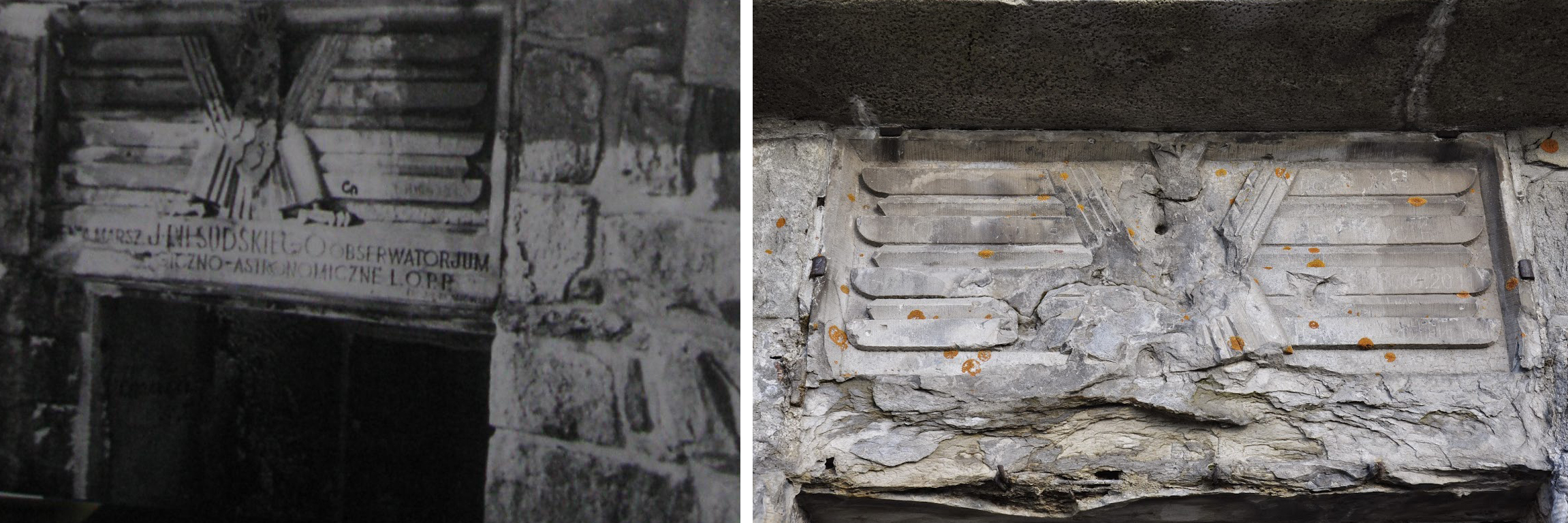
Порівняльний вигляд герба над головним входом (станом на січень 1964 та вересень 2014)

Після здобуття незалежності питання відновлення постало знову. У 1994 р. львівська філія інституту «Укрзахідпроектреставрація» розпочала науково-дослідні роботи для створення проєкту реставрації. У липні 1994 р. на об'єкт виїхала наукова експедиція з 14 спеціалістів, серед яких були архітектори, конструктори, будівельники, геодезисти, технологи та мистецтвознавці. Проживали члени експедиції на пол. Веснарка в колибі пастухів. Щодня вони долали 2,5 години часу на сходження на вершину для проведення робіт. Замовником проєкту була ГО «Українська духовна республіка», яку очолював Олесь Бердник. Ним керувала ідея створити навчальну базу для дітей з виховною та навчальною метою. На жаль, фінансової основи для ідея не мала, тому невдовзі громадська організація припинила існування.
Роботи було відновлено в 1994 р. на замовлення Івано-Франківського обласного управління архітектури і містобудування. Фахівці інституту «Укрзахідпроектреставрація» виконаний детальний архітектурно-археологічні обміри та інженерно-конструкторські обстеження. Технологічна лабораторія інституту дослідила використані в будівництві будматеріали та розчини. Було підготовлено зведений кошторисно-фінансовий розрахунок на виконання реставраційних робіт (за винятком відновлення інженерних комунікацій, під'їздної дороги і впорядкування території). Оскільки функції будівлі, що підлягала відновленню, визначені не були, а також через відсутність архітектурно-проєктного та архітектурно-реставраційного завдань, виконано лише комплексні обстеження й архітектурно-археологічні обміри.
У жовтні 1996 року в Яремче відбулася науково-практична нарада «Метеоролого-астрономічна обсерваторія на горі Піп-Іван», в якій взяли участь представники різних установ України і Польщі. На нараді обговорювалася можливість відбудови та відновлення діяльності обсерваторії. Протокол намірів наради було направлено до урядів України і Польщі.
Івано-Франківська філія інституту «Укрзахідпроектреставрація» виконала архітектурно-археологічні обміри, інженерні обстеження, технологічна лабораторія — роботи з обстеження складу будівельних матеріалів та розчинів, які використовувались при спорудженні будівлі. На замовлення Головного управління будівництва і архітектури обласної держадміністрації виконані робочі креслення ремонту та реставрації обсерваторії. Але досі не визначено функціональне використання обсерваторії.
Дехто запевняє, що тут вигідно було б заснувати інститут природничих наук; професор О.Адаменко пропонував створити туристичний центр. Була пропозиція у відреставрованому будинку обсерваторії розмістити інститут лікарських рослин (у тутешній флорі налічується понад 1000 видів рослин, в тому числі лікарських). Астрономічна обсерваторія Львівського університету вважає за необхідне відновити високогірну станцію для проведення метеорологічних, астрономічних, екологічних, біологічних і сейсмічних досліджень.
За участю провідних науковців України та Польщі, представників органів місцевої влади та проєктно-будівельних організацій у 2002 році було проведено три науково-практичні семінари-наради з питань вироблення концепції відновлення та діяльності вищезгаданої обсерваторії. На першій науково-практичній конференції, яка відбулася у Яремчі 24 січня 2002 року, була створена Наукова рада з питань відновлення обсерваторії. Ця споруда одночасно могла б використовуватися не тільки як науковий, але й як екскурсійно-туристичний об'єкт. Польські науковці звернулися з відповідним запитом до органів влади Республіки Польща та отримали схвалення щодо продовження роботи над проєктом.
Нова концепція відбудови обсерваторії і надання їй нових цілей і завдань виникла в результаті спільної ідеї Студій Східноєвропейських Досліджень Варшавського Університету і Прикарпатського Національного Університету ім. Василя Стефаника.
Цей об'єкт був представлений президентам України й Польщі в липні 2007 року. Згодом проєкт його відбудови було внесено у «Дорожню карту співробітництва України-Польщі», підписану в вересні 2009 року. Тоді ж проєкт отримав патронат Президентів Польщі і України.
Рішенням Верховинської районної ради та Івано-Франківської обласної ради обсерваторі. було передано в управління Прикарпатському Національному Університету ім. В. Стефаника в Івано-Франківську. У 2011 році проєкт відбудови будівлі довоєнної обсерваторії Варшавського університету на г. Піп Іван отримав перший грант від Міністерства культури і національної спадщини РП. Згідно з цілями дотації, кошти були скеровані на здійснення оцінки технічного стану будівлі. З 2012 р. на проведення будівельно-відновлювальних робіт проєкт щороку отримував фінансування. 7 липня 2013 року було укладено угоду про створення окремого рятувального поста на базі кількох кімнат обсерваторії. З 2017 року на постійній основі тут цілодобово функціонує Явірницьке пошуково-рятувальне відділення 4-ї спеціалізованої пошуково-рятувальної групи спеціалізованої пошуково-рятувальної частини аварійно-рятувального загону спеціального призначення Управління ДСНС України в Івано-Франківській області.
Обсерваторія матиме широке комплексне використання. Перший напрямок — для астрономічних спостережень. Другий — метеорологічні спостереження. Цілком новим напрямком є гірське рятівництво. 22 лютого 2019 р. в м. Яремче підписано Грантову угоду між Прикарпатським національним університетом імені Василя Стефаника та Міністерством інвестицій і розвитку Республіки Польщі щодо проєкту PIMReC «Адаптація колишньої обсерваторії на горі Піп Іван для потреб високогірного рятувального центру» в рамках програми ЄС транскордонного співробітництва Польща-Білорусь-Україна (PL-BU-UA) 2014—2020. Концепція запропонована Прикарпатським національним університетом полягає у створенні так званого трансформера, який об'єднає сучасний науково-дослідний центр з базою підготовки фахівців для проведення пошуково-рятувальних операцій. Партнерами Прикарпатського національного університету у цьому проєкті є Варшавський університет, з яким реалізується спільний проєкт створення Міжнародного наукового центру «Обсерваторія» на горі Піп Іван, а також Управління ДСНС України в Івано-Франківській області та Бещадський гірській рятувальний відділ (м. Сянок, Республіка Польща). Сума гранту становить 1 млн 53 тис. євро. Проєкт розраховано на два роки.
Інший напрямок експлуатації пов'язаний з організацією українських та міжнародних наукових досліджень: індивідуальні та групові дослідження, а також студентські практики в галузі біології, ботаніки, природокористування, геології, астрономії, географії, метеорології, кліматології, туризму тощо.

## Ремонтні роботи

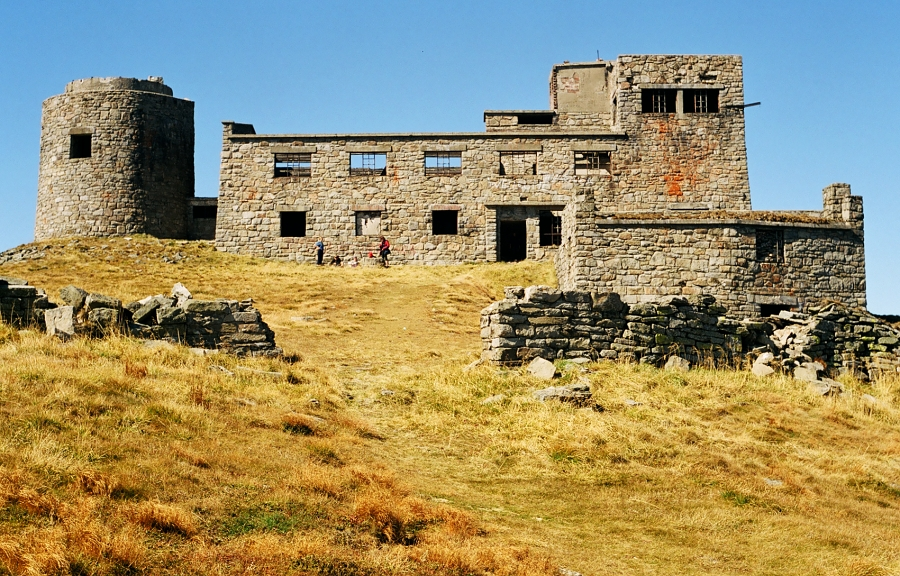
Руїни обсерваторії, вересень 2003

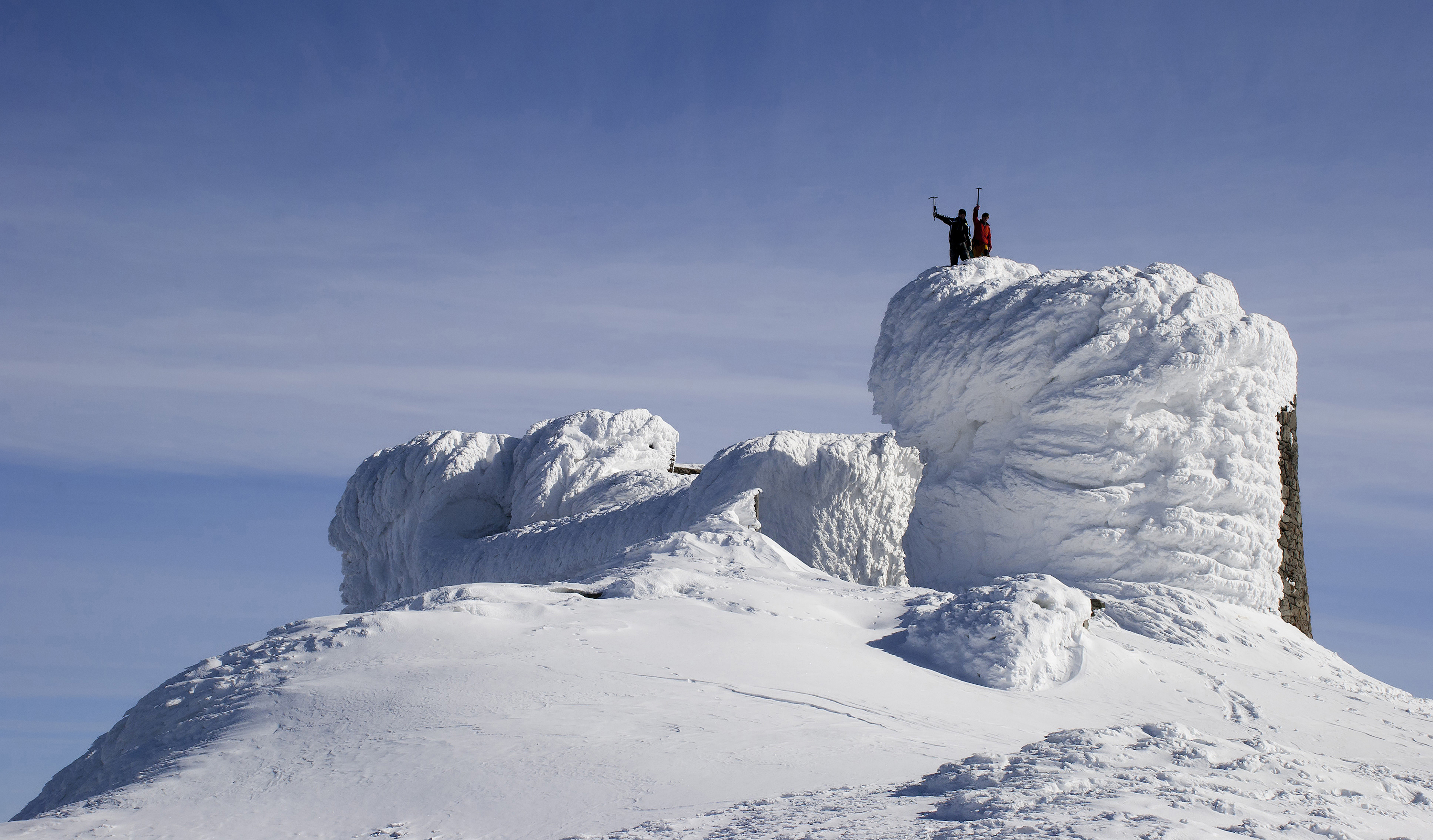
«Білий слон» взимку, 2012

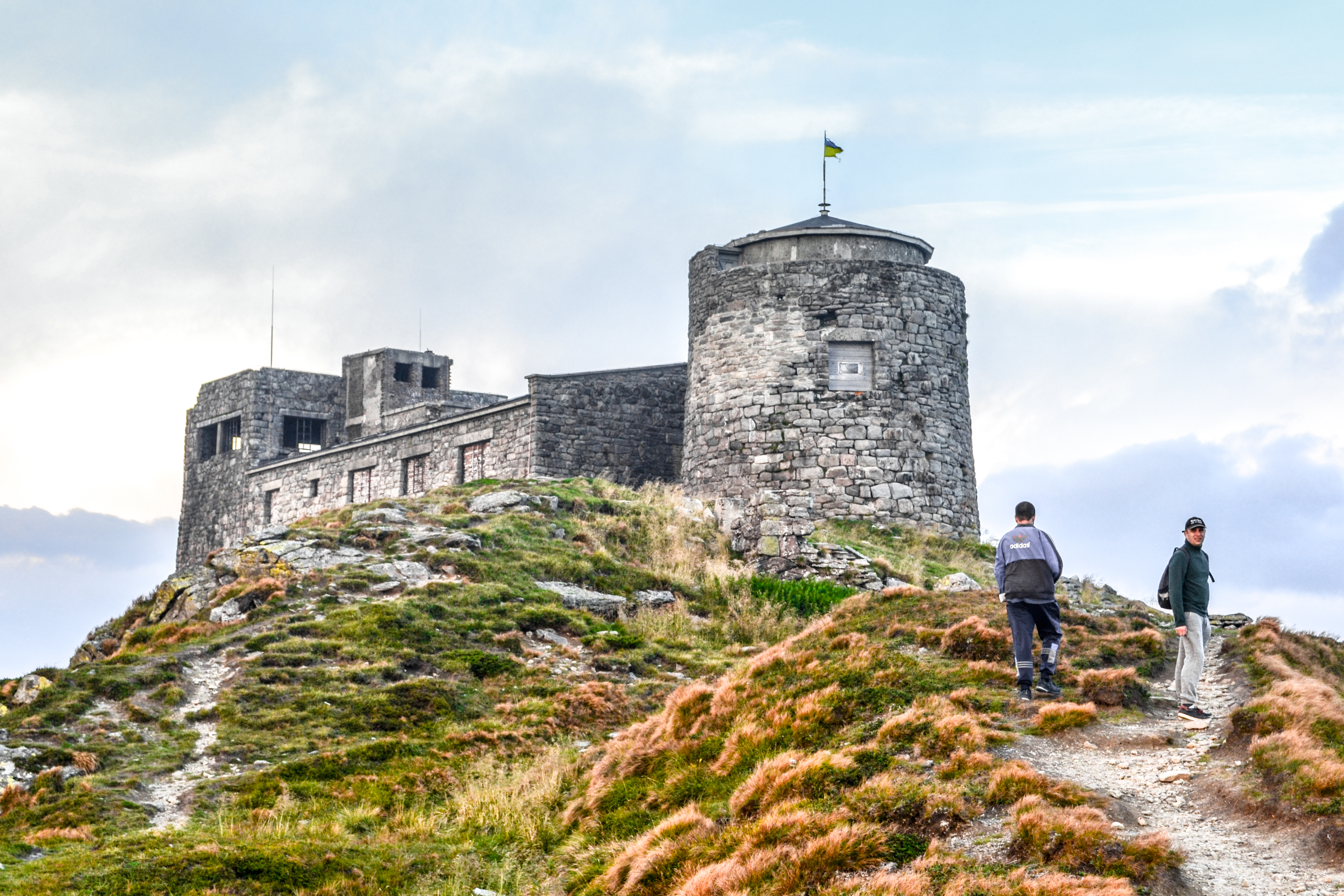
Станом на 2018 рік

### 2010
30 вересня 2010 р. ПНУ та Варшавський університет підписали Додаток № 1 до Угоди про наукову та освітню співпрацю від 23.06.2000 р. щодо відновлення обсерваторії на г. Піп Іван. Виконавцем з польської сторони визначено Центр досліджень Східної Європи.

### 2011
В грудні 2011 р. Центр досліджень Східної Європи Варшарського університету переказав на рахунок ПНУ 135 827, 30 грн. на виготовлення проєктно-кошторисної документації для проведення консерваційних робіт. Дані кошти було перераховано «Державному науково-реставраційному управлінню Івано-Франківської області».

### 2012
У травні 2012 р. стало відомо, що Міністерство культури Польщі виділяє 70 тисяч доларів на відновлення споруди обсерваторії. Виділення коштів заплановано в рамках грантової програми, партнером якої є Прикарпатський національний університет імені Василя Стефаника. Внесок університету визначений в розмірі 25 % від загального кошторису проєкту. Кошти будуть спрямовані на консервацію будівлі: накриття дахом, закриття входів і виходів, віконних отворів, щоб ізолювати внутрішні приміщення від проникання снігу та для зменшення вітрильності даху за умов нерідких ураганних вітрів.
Попередньо було заплановано розпочати роботи у липні 2012 р., однак вдалося лише вирівняти і підсипати ґрунтову дорогу, що з'єднує селище Верховина та с. Шибене. Власне ремонтні роботи на обсерваторії були здійснені у вересні-листопаді 2012 р.
На підставі укладених з Центром досліджень Східної Європи Варшавського університету угод з ТОВ «Житлобуд-1», ПАТ «Івано-Франківське управління виробничо-технологічної комплектації» та ПАТ «Івано-Франківське спеціалізоване управління механізації будівництва» (керівник або кінцевий бенефіціар всіх суб'єктів ― колишній Голова Івано-Франківської обласної Ради Олійник Ігор Мирославович).
Керівником ремонтних робіт (виконробом) визначений колишній головний архітектор м. Івано-Франківськ Ідак Володимир Володимирович.
Станом на кінець 2012 р. було виконано такі роботи (Див. сюжет 24 Каналу від 20.10.12 р.):
1. Вичищено для житлових потреб робітників кімнату котельної (середина вересня 2012 р., у 2013 р. тут була крамниця)
2. Замуровано вікна та інші отвори приміщень, де встановлено нове перекриття та підлога, для запобігання засніження (середина вересня 2012 р.)
3. Частково демонтовано зігнилу підлогу-перекриття другого поверху і замість нього встановлено нове (друга половина вересня 2012 р.)
4. Повністю встановлено перекриття третього поверху і зведено каркас даху (кінець вересня-початок жовтня 2012 р.)
5. Дах над встановленими дерев'яними перекриттями повністю зашито мідним листом (середина жовтня 2012 р.)

### 2013
Влітку 2013 р. жодні роботи не велися, що було зумовлено відсутністю фінансування.
4 вересня 2013 року 10 студентів факультету фізичного виховання і спорту Прикарпатського національного університету імені Василя Стефаника та 2 викладачів факультету фізичного виховання і спорту, архітектор Володимир Ідак та головний інженер університету Юрій Лукашук спільно з 30 рятувальниками ГУ МНС в Івано-Франківській області узяли участь в екологічній експедиції на обсерваторію Піп-Іван. Все зібране сміття автомобілем «ГАЗ — 66» було вивезено з гірської вершини, тобто з висоти понад дві тисячі метрів над рівнем моря.
Станом на кінець 2013 р. було виконано такі роботи (протягом першої половини листопада 2013 р.):
1. Облаштовано для житла працівників кімнату на першому поверсі («№ 20»): вибито кладку і встановлено вікно, змонтовано полички, стіл та лежаки.
2. Встановлено балки перекриття та підлогу другого поверху башти, віконні отвори закрито дошками та цеглою для уникнення проникання снігу
3. Встановлено металево-дерев'яний каркас для дашка над баштою. Перекрито дашок фанерою OSB та тимчасовим руберойдом.

### 2014
28.07.2014 р. між Прикарпатським національним університетом та Управлінням Державної служби з надзвичайних ситуацій у Івано-Франківській області було укладено угоду про співпрацю № 40-с/14, згідно з якою було домовлено про створення окремого рятувального поста на базі приміщень обсерваторії. 7 вересня відбулося чергове сходження на гору Піп Іван делегації, в яку входили представники Управління Державної служби України з надзвичайних ситуацій в Івано-Франківській області, Прикарпатського національного університету імені Василя Стефаника та Варшавського Університету (Республіка Польща).
У 2014 р. протягом теплого сезону знову не було виконано ніяких фундаментальних робіт. Протягом чотирьох днів травня встигли лише замінити пошкоджений льодом тимчасовий руберойд на більш витривалий.
Протягом 8-14 серпня спеціалістами лабораторії 3D-сканерів Інституту археології Республіки Польща було виконано роботи по скануванню обсерваторії для подальшого створення 3D-моделі. Відео 1 [Архівовано 5 квітня 2016 у Wayback Machine.]
17 серпня 2014 р. об'єкт відвідала експедиція рятувальників, однак ніяких робіт проведено не було. Основні роботи продовжились аж наприкінці серпня 2014 р.
Станом на 09.09.2014 (29.08-09.09.2014) було зроблено:
1. Вимуровано заново значний сегмент кладки у північній стіні башти, яка випала через ерозію (для цього винесено значну кількість каміння зі схилів)
2. Вичищено другу кімнату («№ 21») для проживання: встановлені двері та вікно замість замурованої цеглою кладки.
3. Вичищено третю кімнату «№ 20А» (навпроти існуючої житлової «№ 20»), що зараз використовується як склад.
4. Вставлено вікна в тамбурі основи та на другому поверсі башти, закладено цеглою маленьке віконце при сходах з першого на другий поверх.

Протягом 10-17.09.2014 р. працювала бригада бляхарів, яка змонтувала систему водозливу по периметру даху об'єкта та накрила бляхою всі незакінчені раніше сегменти. Також було встановлено двері при виході з башти і два вікна на сходах.
Всупереч інформації ЗМІ про монтування сонячних батарей для автономного електроживлення обсерваторії станом на середину вересня 2014 р. жодних робіт чи передумов для такої діяльності немає.
06.11.2014 р. прибула бригада майстрів з Івано-Франківська у кількості 3 чол., а також 6 рятувальників. Станом на 11.11.2014 зроблено:
1. Вичищено залишки цементу та старого перекриття даху колишньої котельні (тепер — рятувальний пост)
2. Встановлено вхідні металеві двері
3. Змонтовано віконниці (ставні) та металопластикові вікна Відео 2 [Архівовано 31 березня 2016 у Wayback Machine.]
4. Засмолено дах руберойдом Відео 3
5. Вимурувано новий комин (димохід)
6. Настелено підлогу в одній кімнаті
7. Частково відновлено перестінок другої кімнати
8. Пофарбовано двері при виході на башту та два вікна на сходах.

### 2015
10.07.2015 р. в селищі Верховина відбулась чергова міжнародна зустріч, присвячена в тому числі плануванням робіт на черговий сезон. Однак фактично їх розпочали значно пізніше, що пов'язано із затримкою фінансування.
24 вересня 2015 р. на гору прибула бригада майстрів на чолі з Воломиром Ідаком для відновлення мурів, що оточували обсерваторію по периметру. Мури протидіяли занесенню снігом подвір'я та підвальних приміщень нульового поверху. В зв'язку з поганими погодними умовами роботи було призупинено, і бригада з'їхала з гори вже 30 вересня. Після деякого потепління наступні заїзди відбувались спорадично кількома особами від початку жовтня. Основна бригада знову виїхала 25.10 і закрила сезон 05.11.2015 р. Станом на згадану дату зроблено:
1. Закінчено облаштування рятувального поста для проживання: виведено димохідну трубу в комин, вичищено комірчину навпроти житлової кімнати рятувального посту, змонтовано лежаки, шафки для речей та сушіння дров, проведено часткову електрифікацію та освітлення приміщення.
2. Вичищено від землі та піску приміщення генераторної та конюшень[22]
3. Розкопано до рівня фундаменту та частково залито заново стяжку фундаменту мурів з боку Говерли. Почато роботи з боку каплиці.
4. Закладено камінням основний вхід в обсерваторію в зв'язку з засмічуванням її туристами у зимовий період
5. Облаштовано дві кімнати для туристів в перешийку нульового поверху, де встановлені двері, вікна та дощаний настил.
6. Встановлено металеві віконниці в приміщення дизельної (нижній рівень рятувального посту), встановлено вхідні дерев'яні двері.
7. Димохід труби закрито металевою заглушкою, встановлено додаткові двері в коридорі рятувального поста.

### 2016

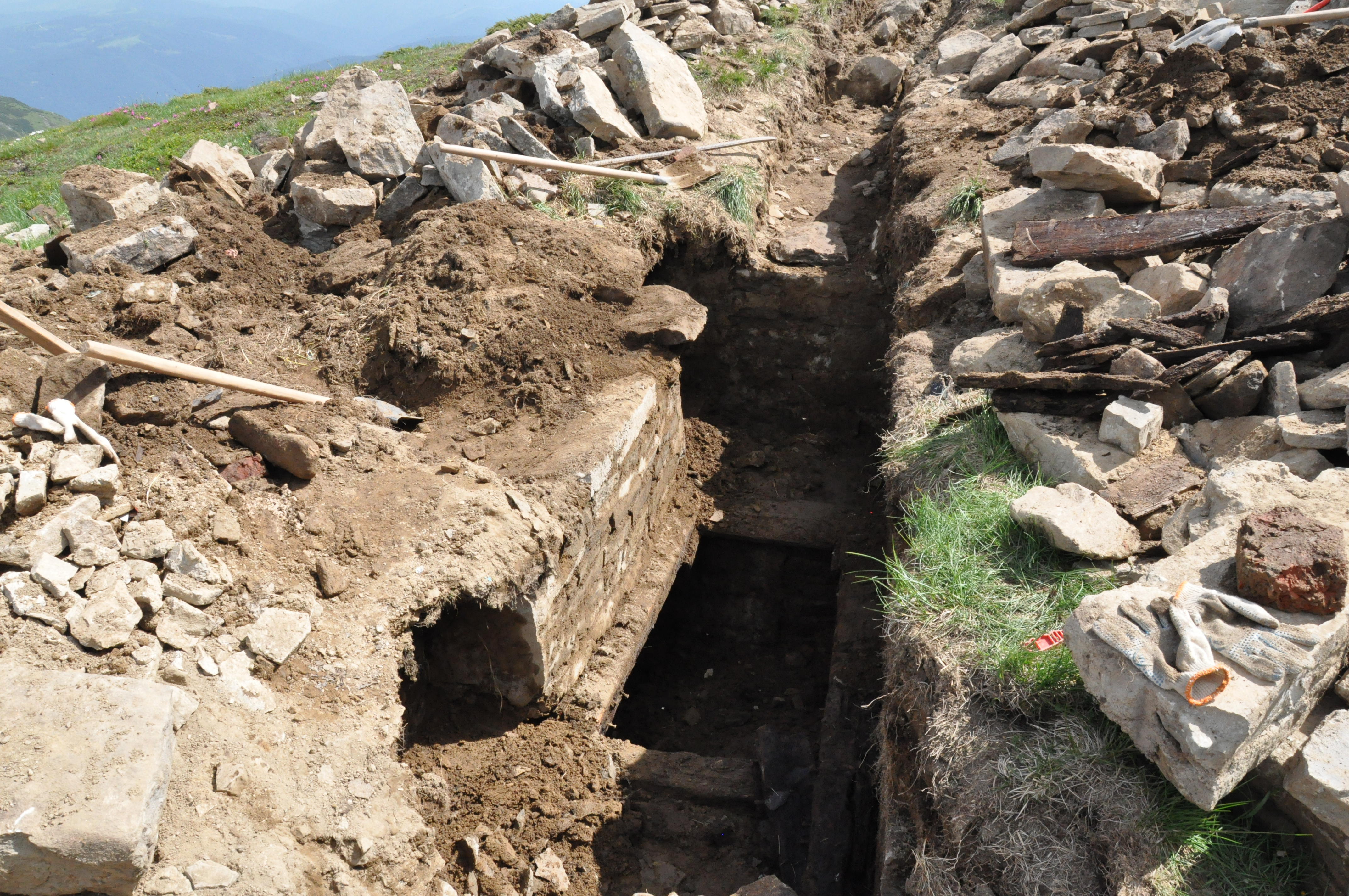
Туалет для будівельників 1936

Перший заїзд мав місце 20.06.2016 р. у кількості 7 працівників та 11 студентів ПНУ. Було вивезено два пластикові баки 1 м³ для збору дощової води, металеві вхідні двері, цемент для мурування парканів та мурів. 24.06.16 було вивезено частину металевих парканів, ворота та хвіртки.
Протягом 20-24.06.2016 р. виконано:
1. Вирито траншеї для бетонування мурів та парканів.
2. Випадково розкопано підземний тимчасовий туалет (що був засипаний ще до моменту будівництва мурів).
3. Встановлено вхідні (парадні) двері.
4. Вичищено дах перемички від піску та рослинності.
5. Назбирано каміння для мурування парканів.
6. Вичищено повністю коридор нульового поверху головного корпусу, а також імовірно пральню, душову та туалет.
7. Встановлено систему водозбору дощової води з даху.
8. Вичищено кам'яні доріжки від землі та рослинності, що прокладені уздовж стін будівлі.
9. Почато розчистку першого поверху в основі прямокутної башти.
10. Розчищено приміщення котельні

Станом на 13.10.2016 р. було зроблено:

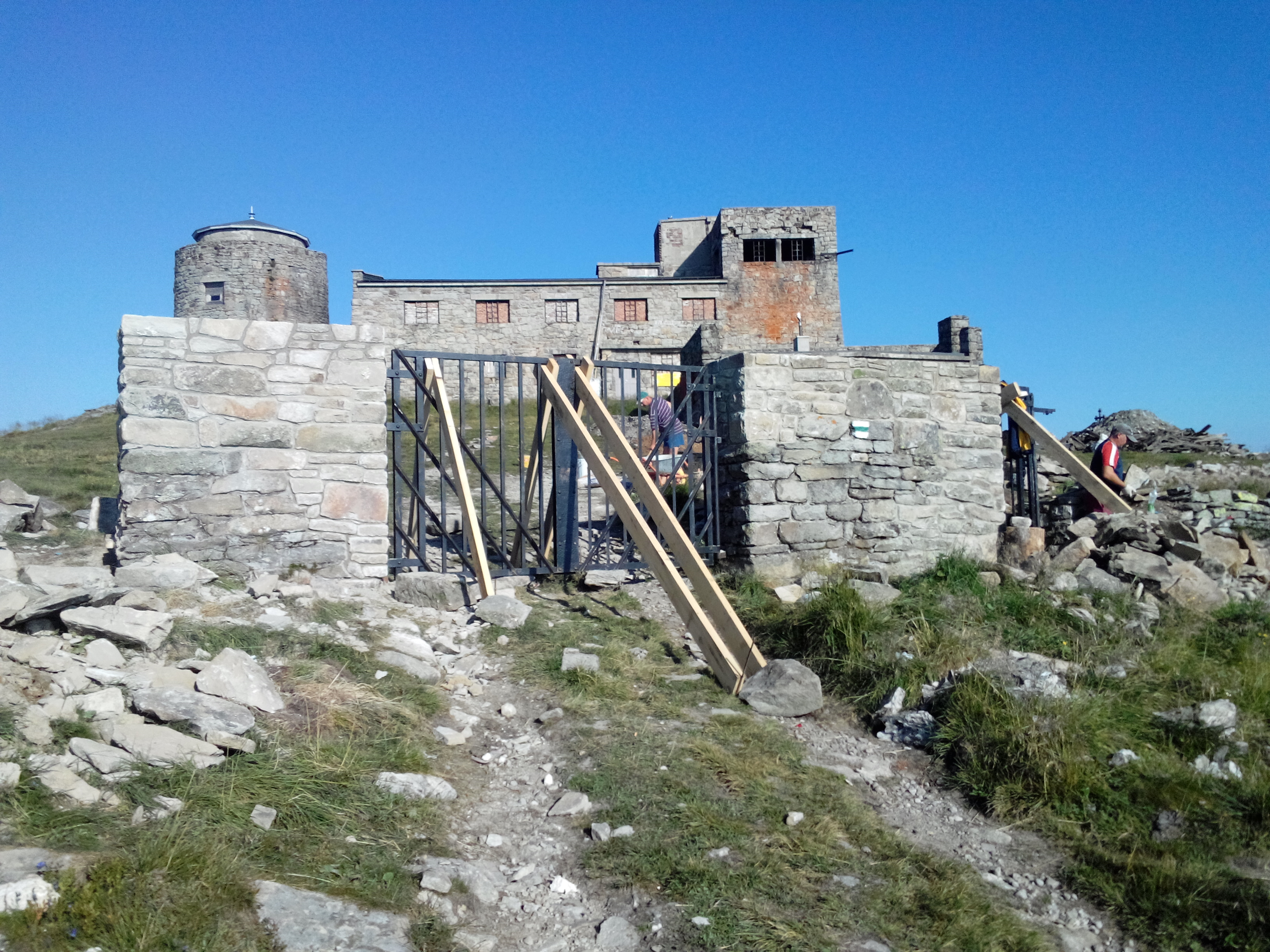
Мурування пілонів головної брами

1. Вичищено приміщення покоїв сучасного рятувального посту від старих будівельних матеріалів, утеплено стіни та підлогу теплозберігаючими матеріалами. В кухні рятувального поста встановлено двох'ярусні ліжка для розміщення будівельних бригад
2. Розчищено та вивезено будівельне сміття з санблоку основного поверху та зі складу підвального рівня.
3. Збудовано мур від воріт (окрім ділянки зі старим туалетом) до каплички.

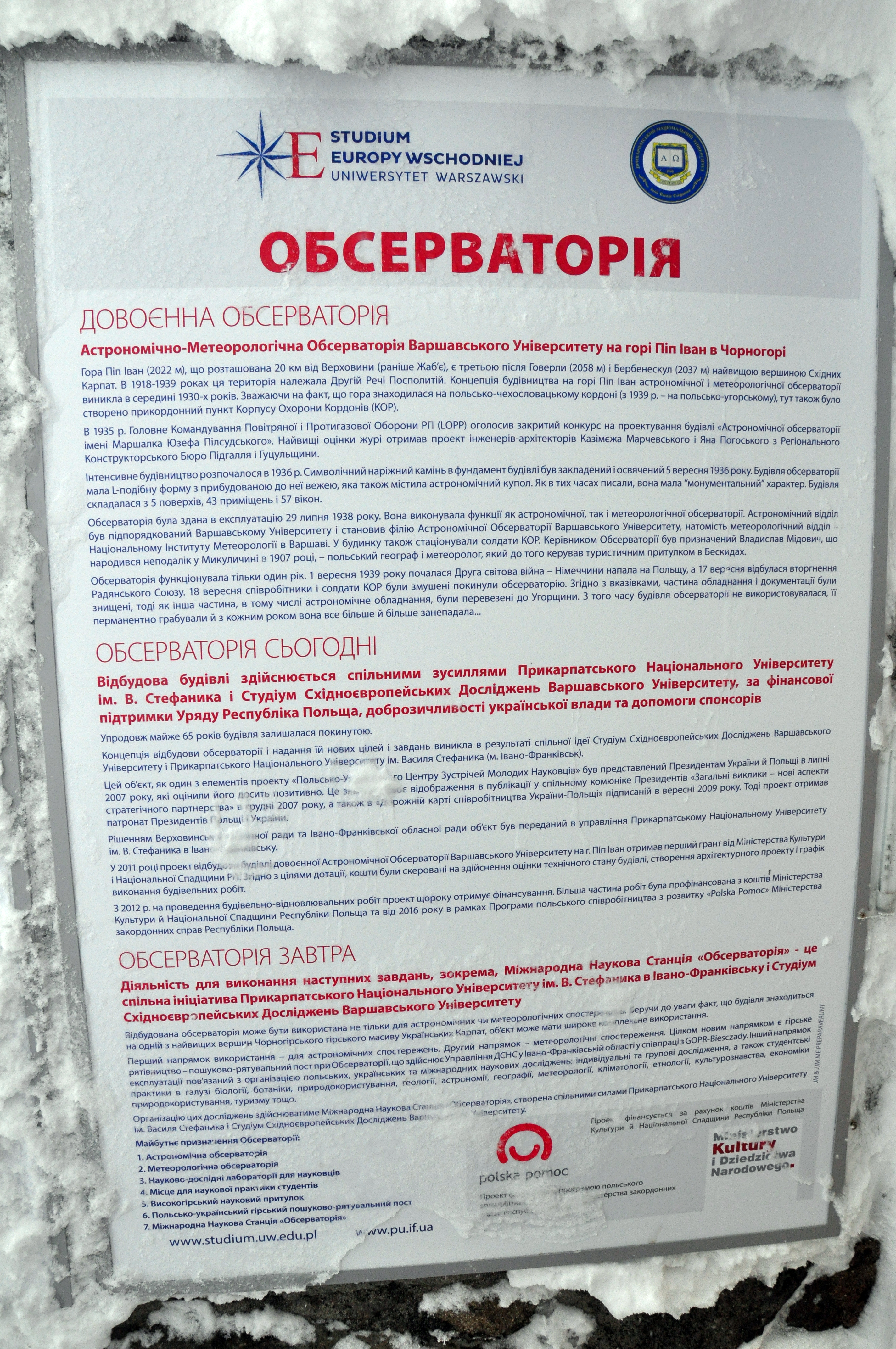

4. Збудовано туалет.

### 2017
З кінця серпня і до кінця жовтня в обсерваторії велися роботи у внутрішніх приміщеннях, зокрема:
- Збудовано тамбурне приміщення перед входом в рятувальний пункт (для захисту від заметів снігу)
- Здійснено утеплення та ремонт колишньої акумуляторної (зараз тут адміністративне приміщення)
- Облаштовано приміщення колишніх дизельної та генераторної, встановлено міжповерхові сходи (зараз тут склад та кухня)
- Розчищено решту приміщень від будівельного сміття, окрім основи башти
- Облаштовано приміщення колишніх конюшень для перебування туристів, встановлено двоповерхові лежаки та столи
- Облаштовано для проживання майстрів кімнату на підвальному рівні (колишнє приміщення для обслуги), збудовано цегляну піч для обігріву
- Залито перекриття (підлога) для приміщень першого (основного) поверху
- Обстежено резервуари каналізації
- Створено офіційну інтернет-сторінку (Міжнародний науковий центр «Обсерваторія»)[25]

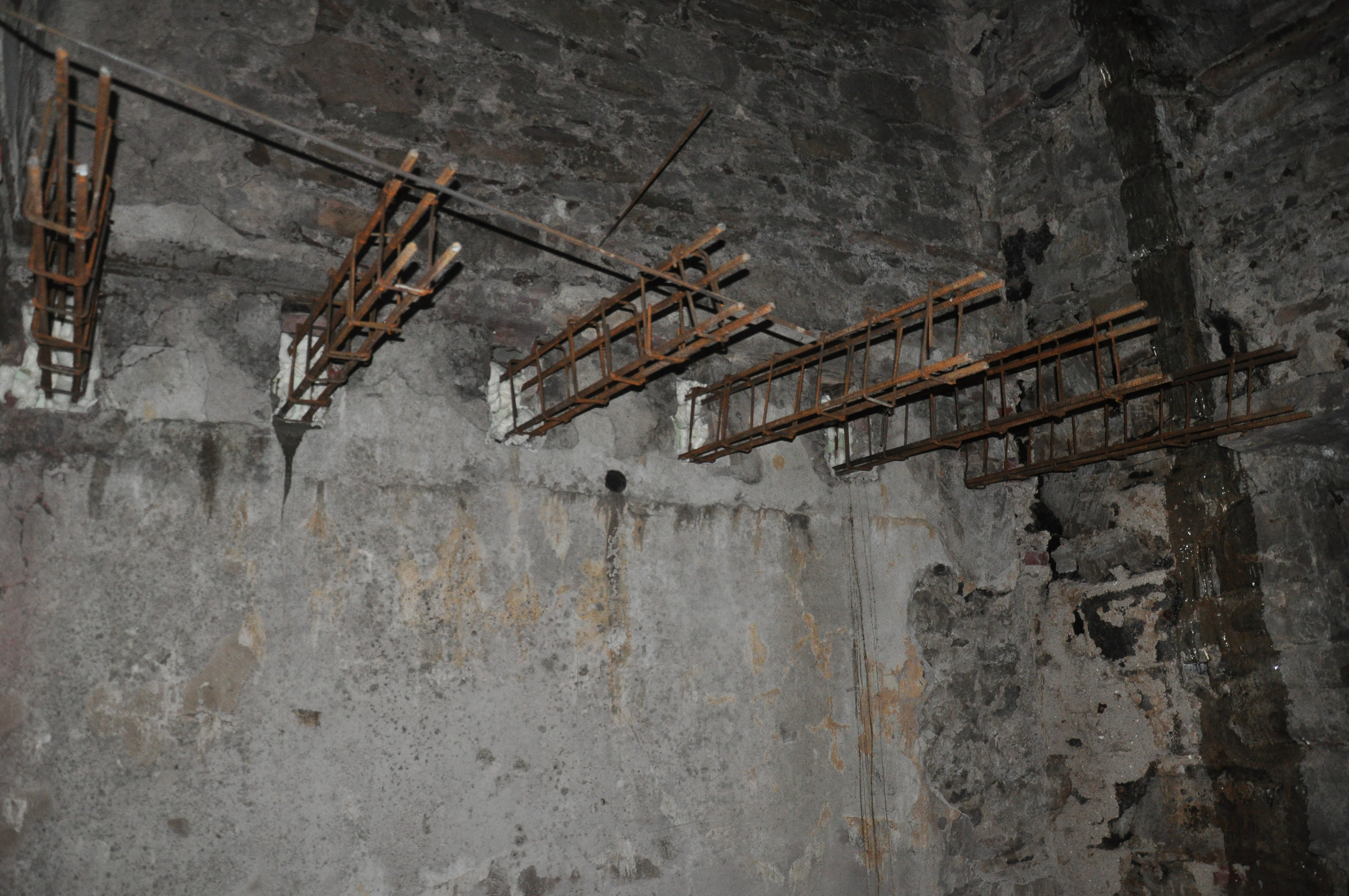
Монтаж залізобетонних перекриттів

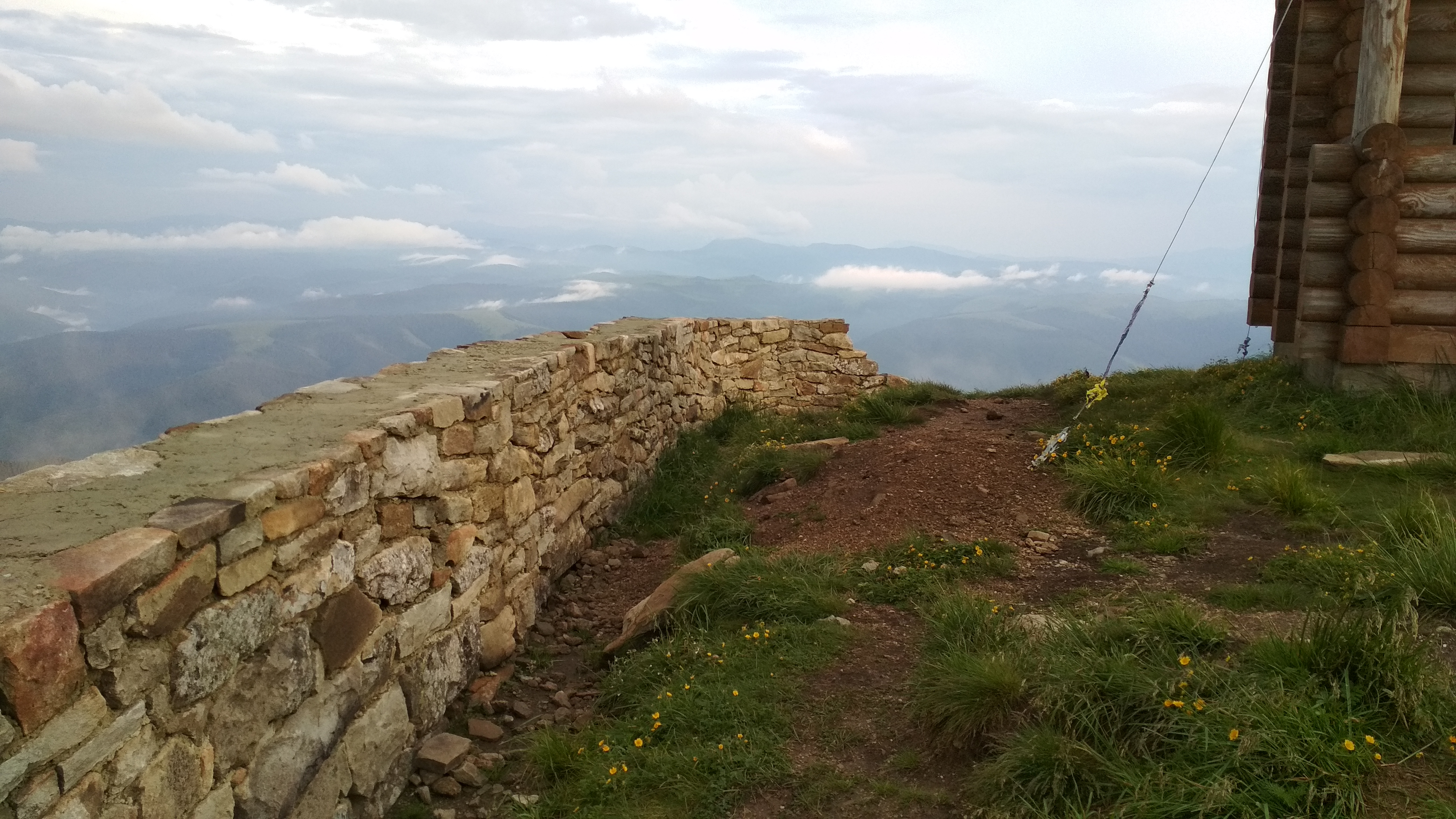
Мури коло каплиці

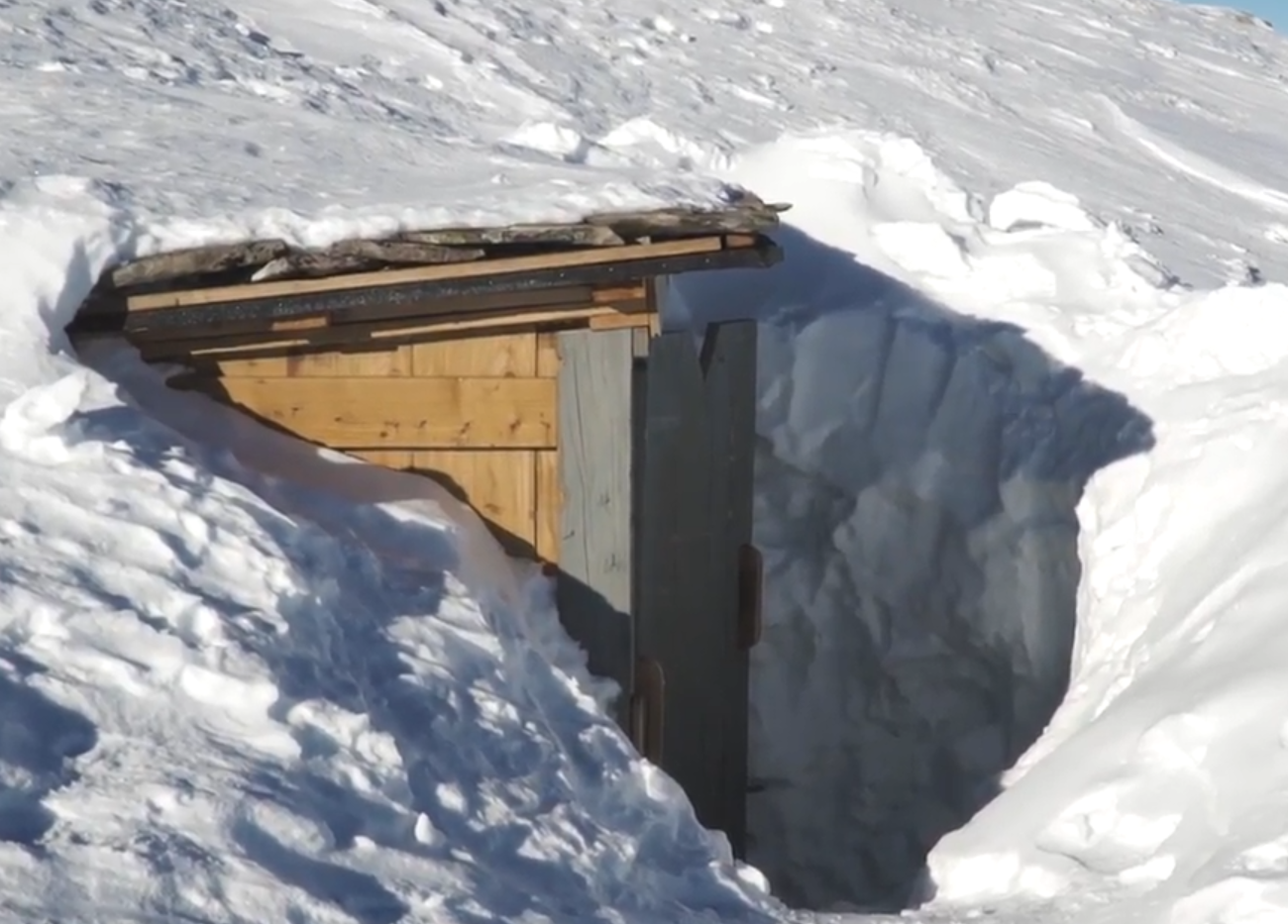
Туалет на Попивані

### 2018
- 26.02.2018 було повідомлено, що відбулась зустріч науковців в с. Микуличин. Було обговорено питання подальшого відновлення обсерваторії[26]. Також було оприлюднено згадану вище офіційну інтернет-сторінку Обсерваторії [Архівовано 3 вересня 2018 у Wayback Machine.]
- 25.09.18 повідомлялося, що «Мінекології, Міносвіти, ДВНЗ „Прикарпатський національний університет імені В. Стефаника“ та Карпатський національний природний парк підписали Меморандум з питань відновлення роботи метеорологічно-астрономічної обсерваторії та організації на її базі Карпатського екологічного центру.»[27]

На 2018 рік було заплановано:
- Встановлення системи блискавкозахисту (громовідводу)[25]
- Створення умов для наукових метеоспостережень[28] ― облаштування метеорологічного центру з відповідним обладнанням[29]

На 2020:
- Відкриття обсерваторії[24] (раніше цю подію було заплановано до 80-річчя з дня відкриття, тобто у 2018 р.)

### 2019
Станом на листопад 2019 р. зроблено:
- на верхньому «метеорологічному» майданчику прямокутної башти встановлено дві щогли грозозахисту і в по всьому периметру будівлі протягнуто контури заземлення, встановлено дерев'яні двері виходу
- залито бетонну стяжку на метеомайданчику
- настелено чорнову дерев'яну підлогу верхнього поверху
- відкрито законсервовану (раніше ― замуровану) частину другого поверху, де проведені роботи з заливання бетонних стяжок перекриттів
- здійснено поточний ремонт даху основного корпусу
- здійснено герметизацію даху «перемички» між апендиксом рятувальної служби та основним корпусом за допомогою руберойда та бляхи
- збудовано приміщення літнього душу
- вивезено будівельне сміття з подвір'я з метою вирівняння ділянки на схилі неподалік, ймовірно для подальшого облаштування майданчика для гелікоптерів.
- забетоновано значну частину перекриттів кімнат
- засклено полікарбонатним склом верхній та другий поверхи прямокутної башти.

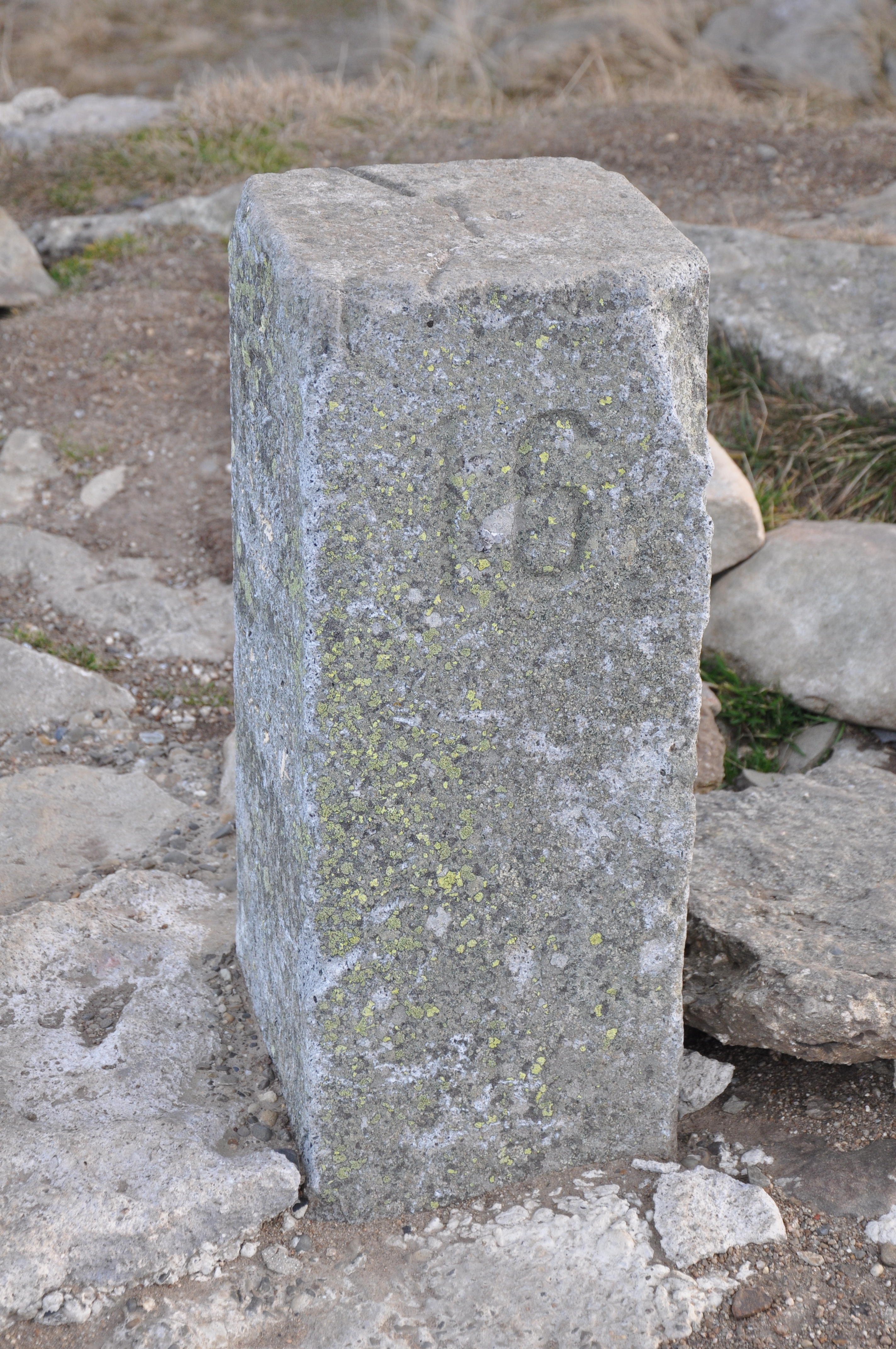
Скинутий у радянські часи в урвище та винесений і встановлений рятувальниками старий прикордонний стовп

Станом на 27 липня 2019 р. на верхньому поверсі прямокутної башти (колишній метеомайданчик) встановлено автоматичну метеорологічну станцію Lufft WS800-UMB [Архівовано 14 серпня 2019 у Wayback Machine.]. За словами ректора Прикарпатського університету І. Цепенди, станція працює в автономному режимі запису даних і не є сертифікована для публікації даних для широкого загалу.

### 2020
Ректор ПНУ заявив, що в обсерваторії таки встановлять телескопи. Раніше ректор передбачав, що у вересні 2014 р. будуть встановлені сонячні батареї.
Станом на 22.11.2020 р зроблено:

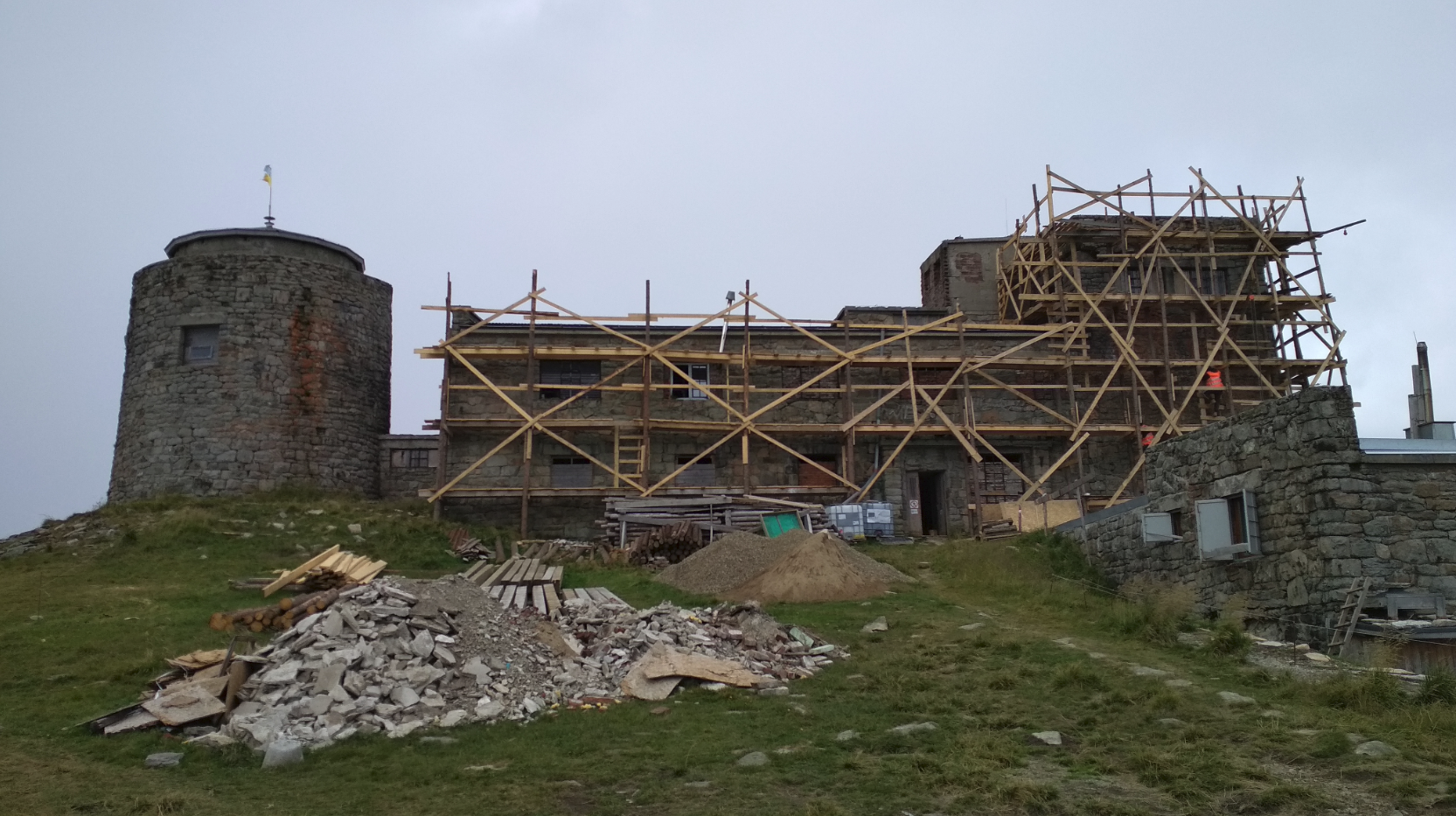
Обсерваторія 25 серпня 2020

- встановлено риштування по периметру центральної частини будівлі
- почато електрифікацію приміщень
- почато реставрацію стін прямокутної башти
- змонтовано WiFi-обладнання Mimosa для встановлення бездротового зв'язку (wifi-bridge) з с. Дземброня.
- накрито металопрофілем перехідні приміщення даху, вставлено вікна

#### Тендерні закупівлі
05 листопада ПНУ оголосив проведення тендерної закупівлі на початкову суму 43 млн грн. Станом на 21 листопада 2019 р. тендер було відмінено в зв'язку з поданням менше двох тендерних пропозицій. Станом на 12 грудня 2019 р. тендер відбувся, переможцем визначено компанію ТзОВ "Будівельна компанія «Трансбуд».

Фінансування запланованих робіт передбачене програмою транскордонного співробітництва ЄІС Польща-Білорусь-Україна 2014—2020 в рамках грантового договору PLBU.03.02.00-UA-0754/17-00 від 22.02.2019 р. за проєктом «Адаптація колишньої обсерваторії на горі Піп Іван для потреб високогірного рятувального навчального центру»

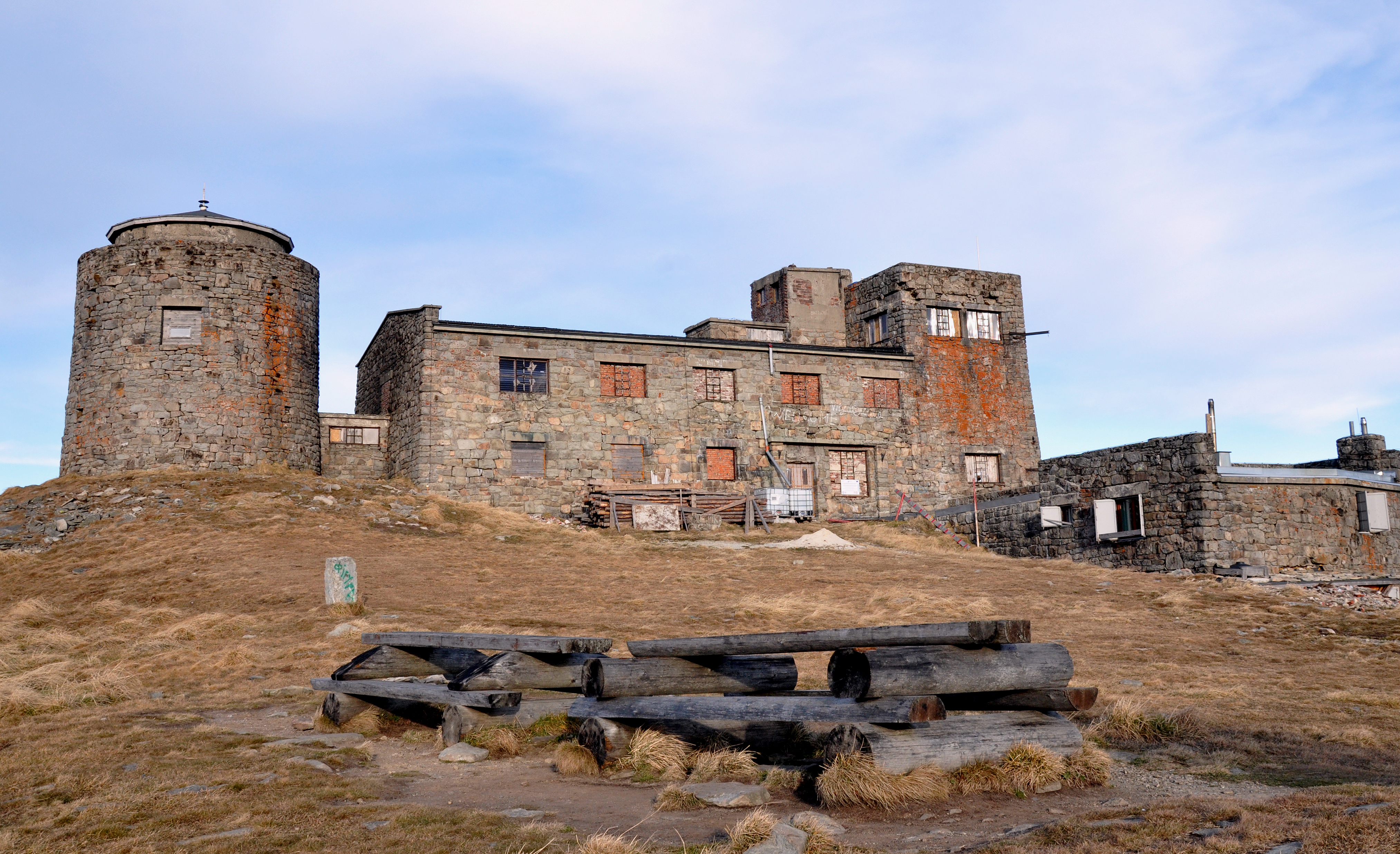
Вигляд станом на листопад 2019

## Рятувальна служба

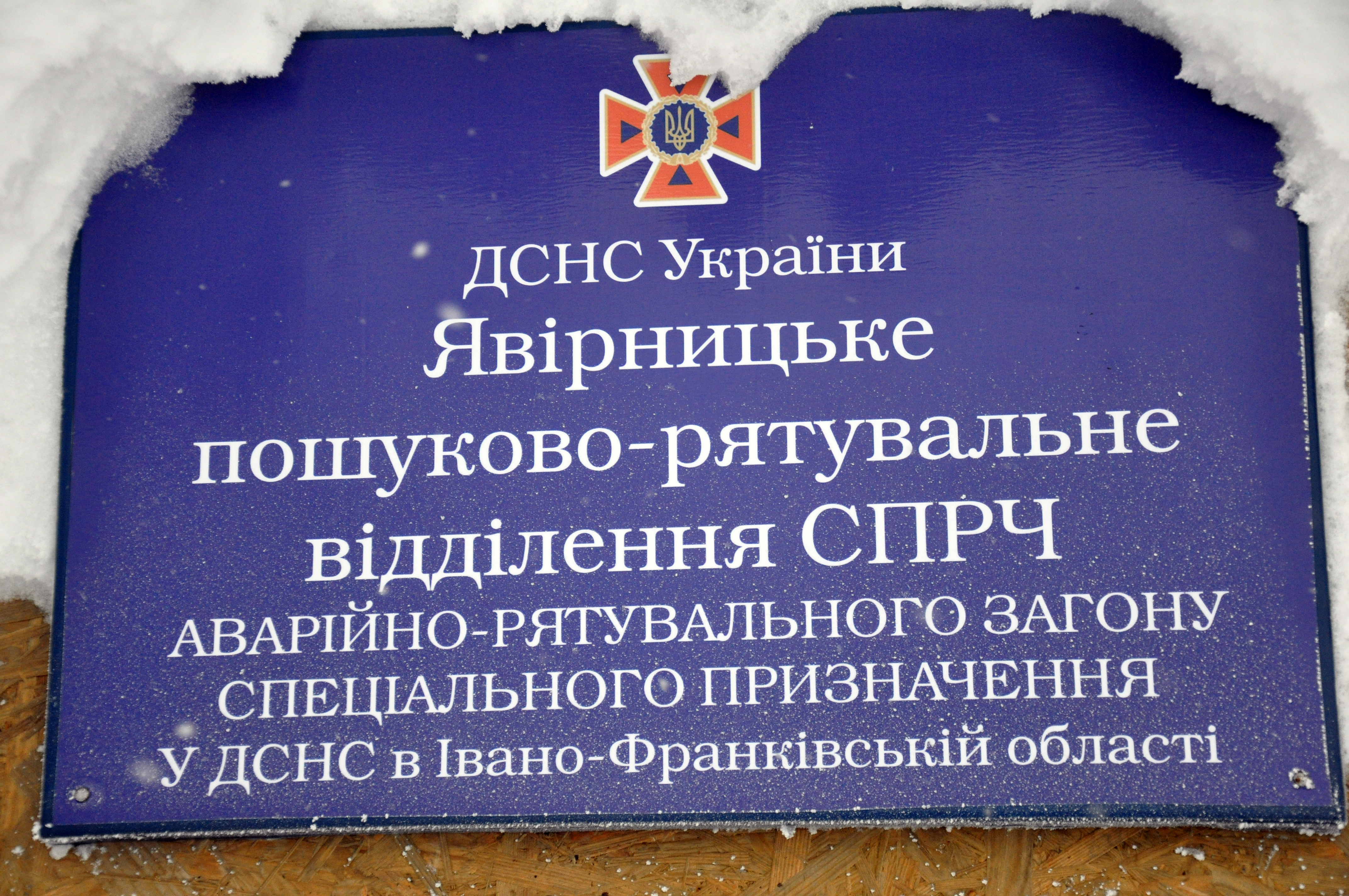

В приміщенні колишньої обсерваторії діє Явірницьке пошуково-рятувальне відділення СПРЧ аварійно-рятувального загону спеціального призначення у ДСНС України в Івано-Франківській області. 22 лютого 2019 р. в м. Яремче підписано Грантову угоду між Прикарпатським національним університетом імені Василя Стефаника та Міністерством інвестицій і розвитку Республіки Польщі щодо проєкту PIMReC «Адаптація колишньої обсерваторії на горі Піп Іван для потреб високогірного рятувального центру» [Архівовано 14 серпня 2019 у Wayback Machine.] в рамках програми ЄС транскордонного співробітництва Польща-Білорусь-Україна (PL-BU-UA) 2014—2020. Концепція, запропонована Прикарпатським національним університетом, полягає у створенні так званого трансформера, який об'єднає сучасний науково-дослідний центр з базою підготовки фахівців для проведення пошуково-рятувальних операцій. Партнерами Прикарпатського національного університету в цьому проєкті є Варшавський університет, з яким реалізується спільний проєкт створення Міжнародного наукового центру «Обсерваторія» на горі Піп Іван, а також Управління ДСНС України в Івано-Франківській області та Бещадський гірський рятувальний відділ (Сянок, Польща). Сума гранту становить 1 млн 53 тис. євро. Проєкт розраховано на два роки.

## Згадки у художній літературі
- Про цю обсерваторію згадує Юрій Андрухович у своєму есеї «Carpathologia cosmophilica».
- Цей же ж автор описує вигадані події, що відбуваються в неназваній прямо обсерваторії, в романі «Дванадцять обручів».
- У книзі «Згори вниз. Книга страхів» Тетяни Малярчук головна героїня зупинялася на ніч у покинутій обсерваторії на вершині гори.
- 2006 року вийшов роман Марії Римар «Білий слон», з яким вона стала дипломантом конкурсу «Коронація слова». Події в обсерваторії вплітаються в містичні події роману.

## Охоронний статус
Обсерваторія є пам'яткою архітектури місцевого значення згідно з рішенням Івано-Франківського облвиконкому № 144 від 19.09.1989 р.. Охоронний номер 474-М (за іншими даними — 110608)

## Правовий статус
На підставі рішення Верховинської районної ради від 28.12.2010 р. «Про передачу будинку колишньої обсерваторії на горі Піп Іван» споруду було передано на баланс університету без права його продажу, відчуження чи передачі в оренду. 25.08.11 р. між адміністрацією ПНУ та Верховинською РДА було укладено угоду про цільове використання обсерваторії, згідно з яким ПНУ зобов'язався надавати доступ до приміщень обсерваторії площею 816,26 кв. м, що розташована за адресою: с. Явірник Зеленської сільської ради Верховинського району Івано-Франківської області, бажаючим для ознайомлення з архітектурною пам'яткою, учням для освітніх цілей та облаштувати оглядовий майданчик для всіх відвідувачів.
Згідно з рішенням Івано-Франківської обласної Ради було рекомендовано Верховинській районній Раді передати приміщення обсерваторії Прикарпатському університету ім. В. Стефаника у власність.
На підставі вищезгаданого рішення Верховинська районна Рада внесла зміни до рішення від 28.12.10 р., згідно з яким будинок колишньої обсерваторії було передано з комунальної власності у державну та у спільне оперативне управління ПНУ, Верховинської РДА та Верховинської райради. Також було внесено зміни до рішення Верховинської райради від 24.06.98 р. до переліку об'єктів комунальної власності району.
Станом на 2016 р., згідно з Державним реєстром речових прав, обсерваторія на г. Піп Іван належить державі в особі Міністерства освіти та науки України. Згідно з наказом МОН України № 620 від 03.06.2016 р [Архівовано 24 жовтня 2016 у Wayback Machine.]. за ПНУ було закріплено право господарського відання обсерваторією за інвентарним номером 10323.

## Галерея

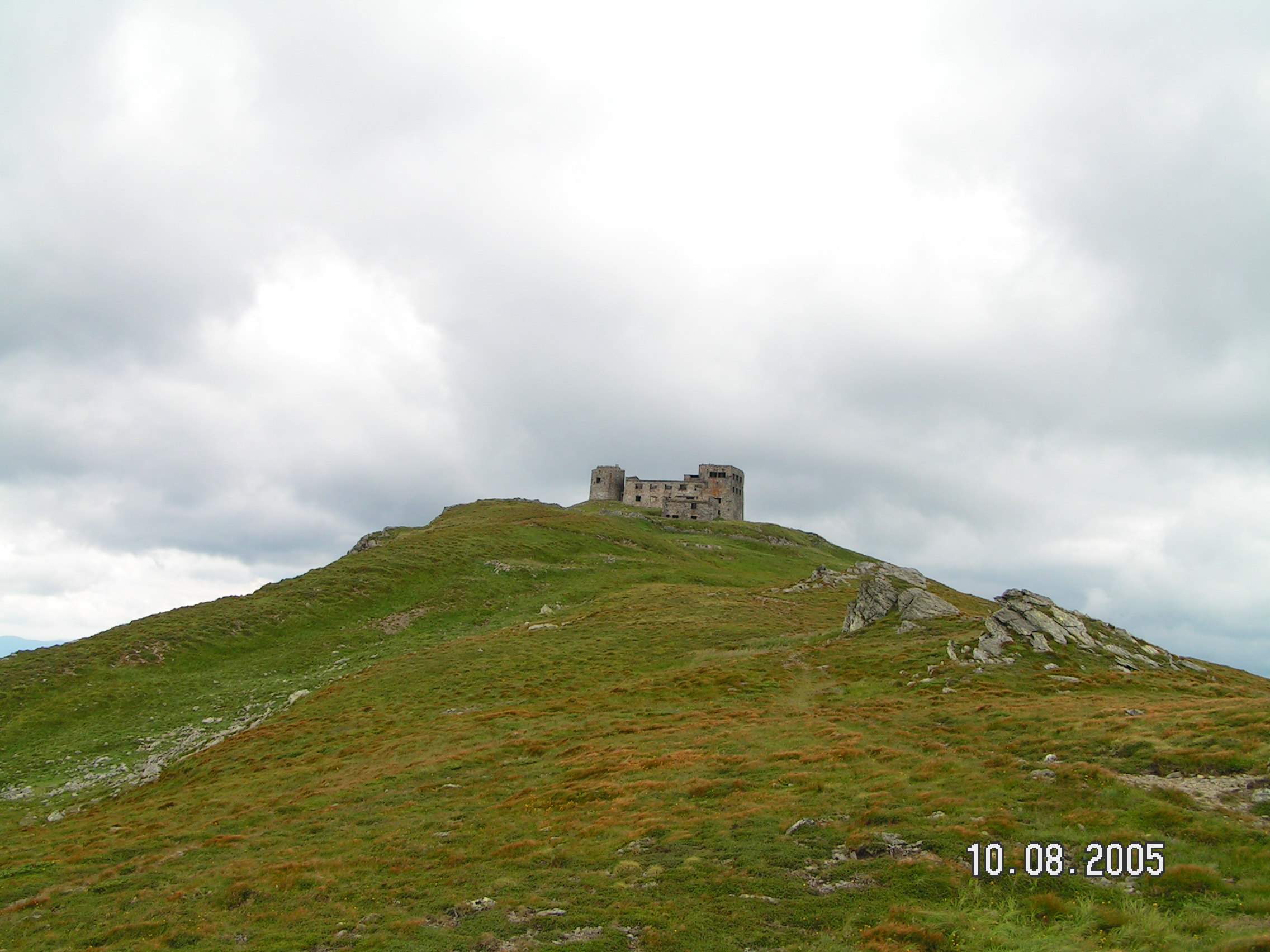
На підході до обсерваторії
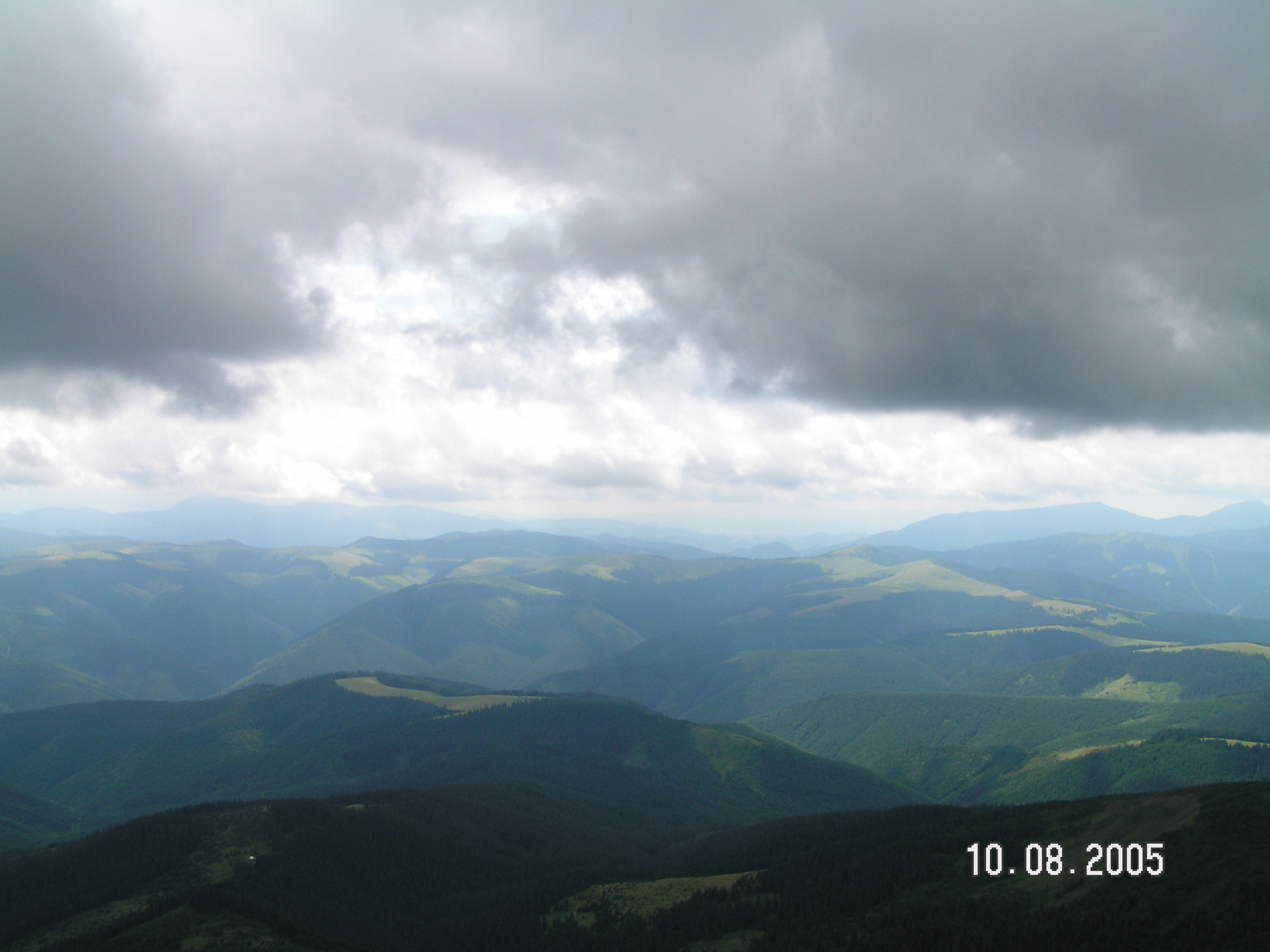
Довколишні гори
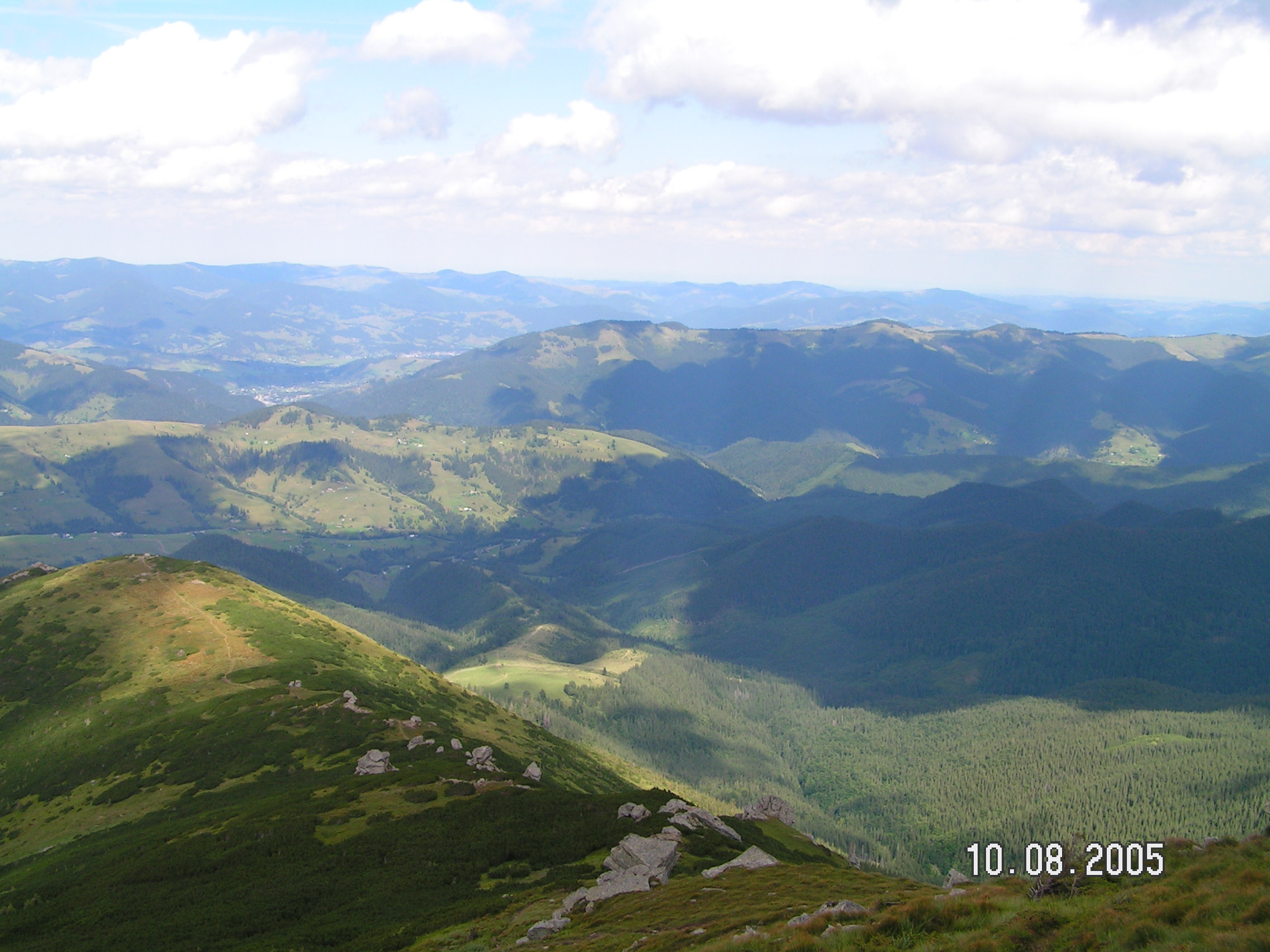
Довколишні гори
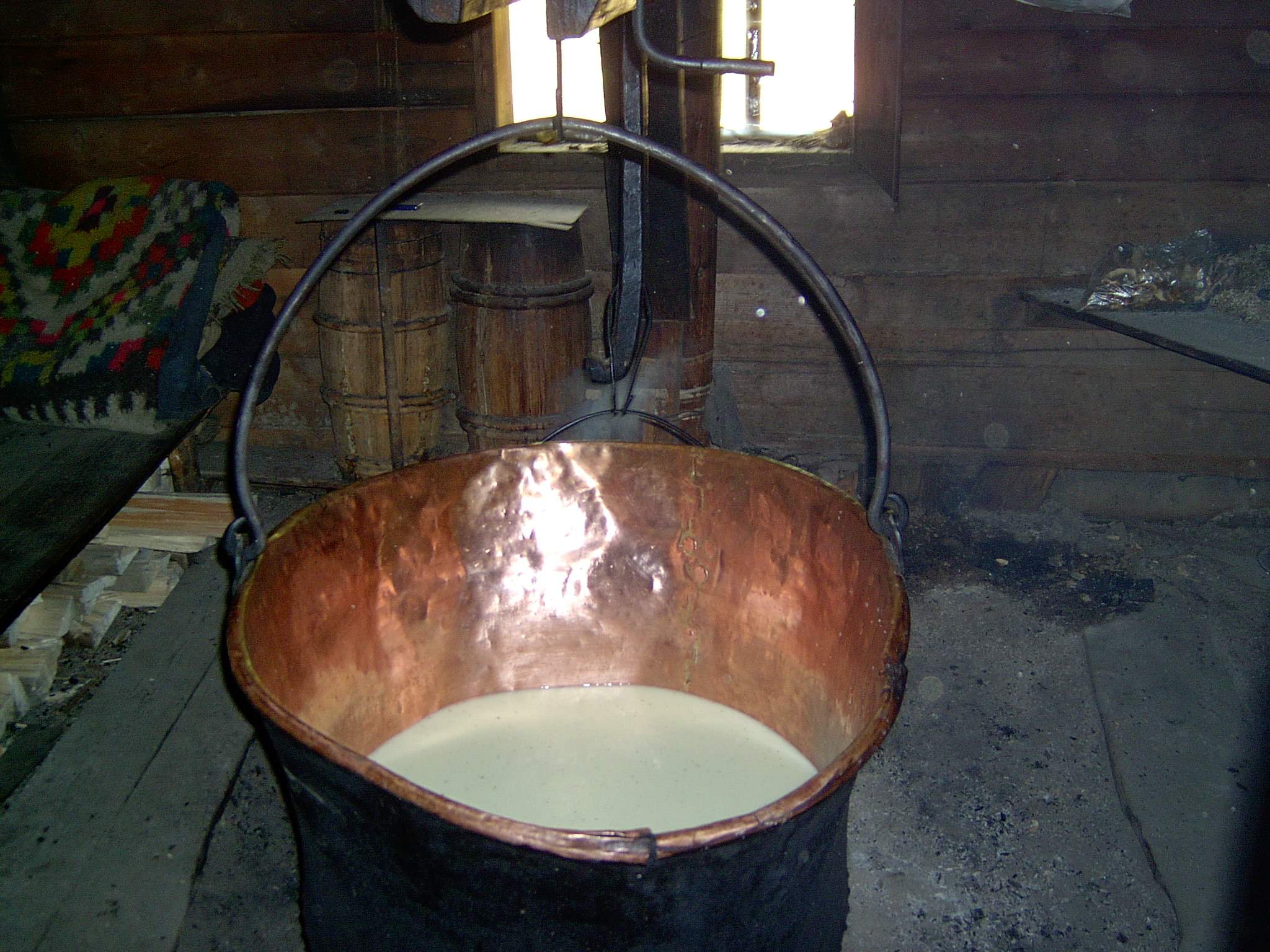
Чан, зроблений із мідних листів даху обсерваторії
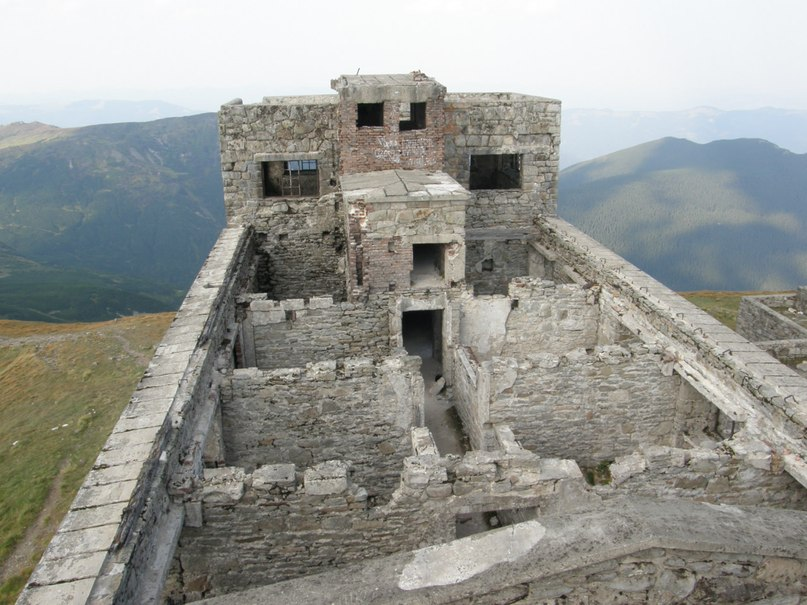
Обсерваторія усередині
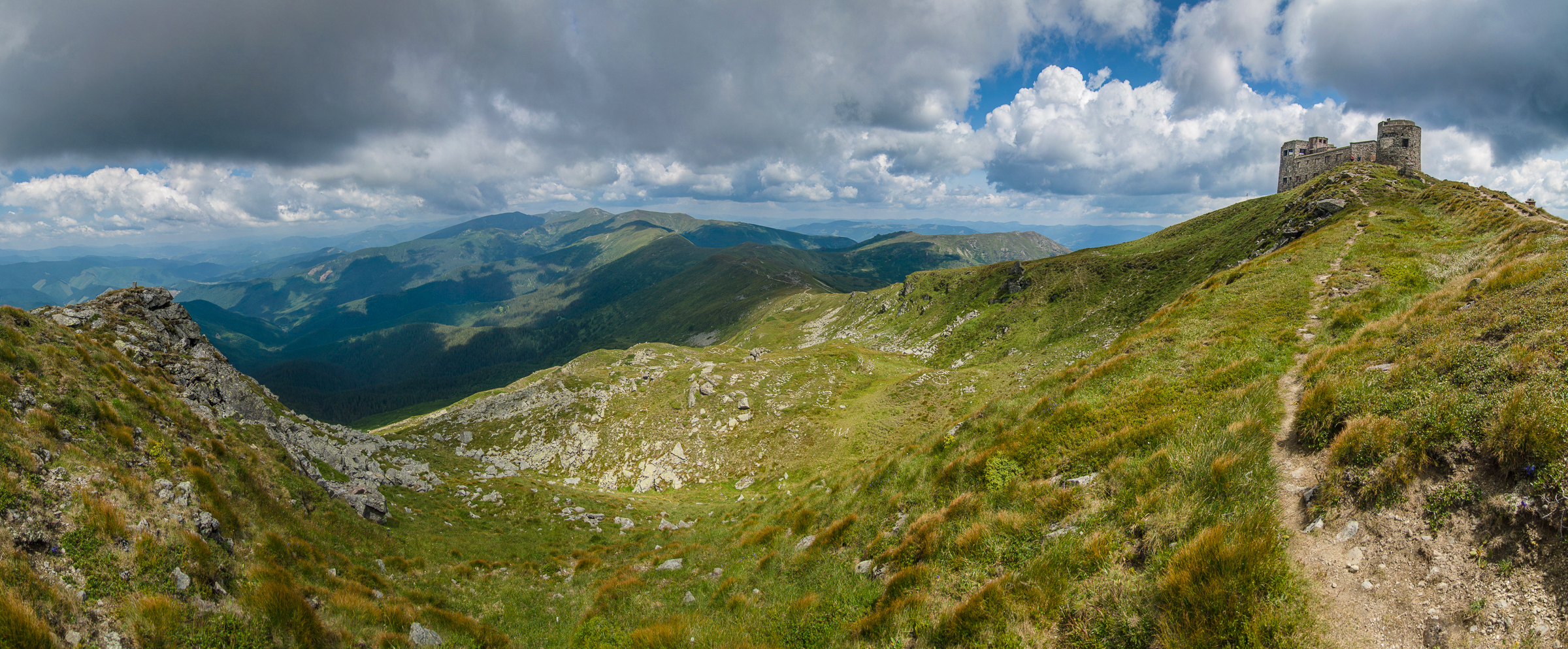
Панорама Чорногірського хребта на підході до обсерваторії
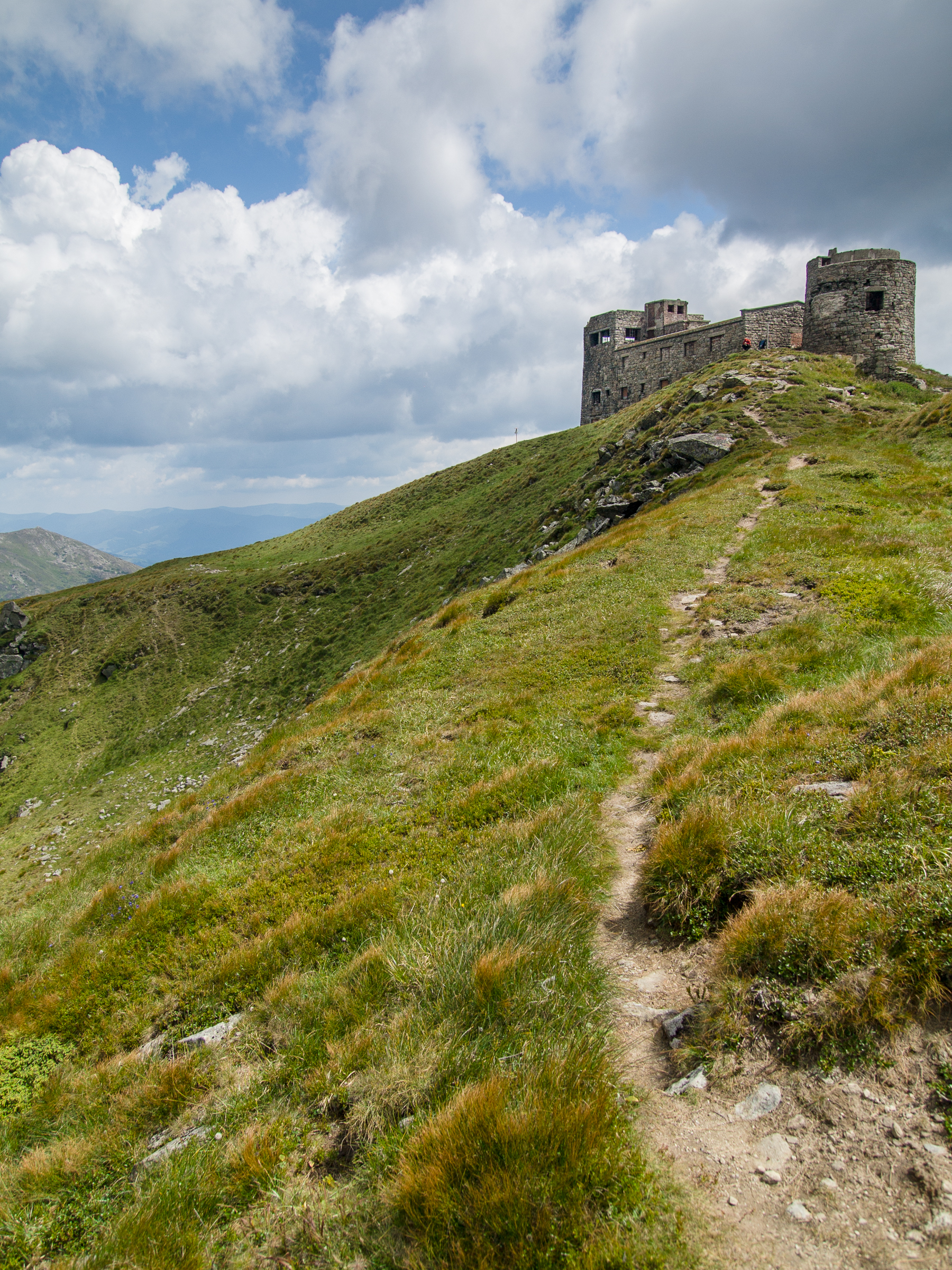
Стежка до обсерваторії зі сторони гори Васкуль
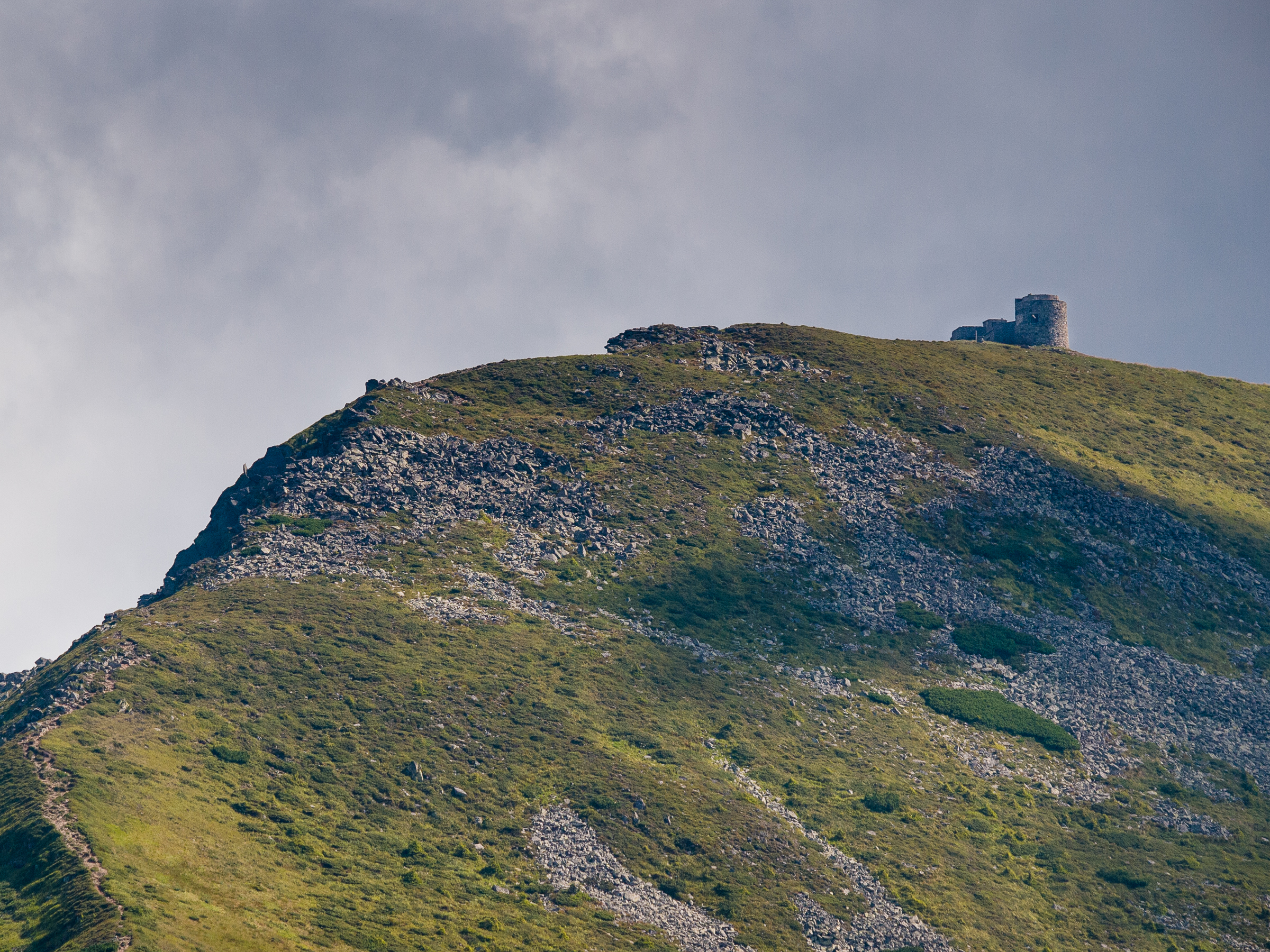
Вид на гору Піп Іван на підйомі з Васкуля